# Gand
Pour l’article ayant un titre homophone, voir Gant.
Pour les articles homonymes, voir Gand (homonymie) et Gent (homonymie).
Ne doit pas être confondu avec Genk.
« Gantois » redirige ici. Pour les autres significations, voir Gantois (homonymie).
Gand (prononcé : /ɡɑ̃/; en néerlandais : Gent, prononcé : /xɛnt/), est une ville belge néerlandophone, située en Région flamande au confluent de la Lys et de l'Escaut. Elle est le chef-lieu de la province de Flandre-Orientale et depuis 1559 le siège de l'évêché de Gand. Avec 269 597 habitants, elle est la deuxième commune de Belgique, après Anvers. L'agglomération gantoise compte environ 455 000 habitants.
Capitale de l'ancien comté de Flandre, grande cité drapière et commerçante, puis ville natale de Charles Quint, elle connut à partir du XIIe siècle, et plus encore du XIVe au XVIe siècle, une période de floraison tant économique que culturelle. De cette époque rayonnante, Gand conserve un patrimoine architectural foisonnant qui agrémente son centre-ville.
De plus, elle est aujourd'hui animée par une vie culturelle importante (théâtre, opéra, musées), un festival annuel du spectacle populaire (Gentse Feesten) attirant chaque année près de deux millions de visiteurs, un festival international du film, qui font de cette ville un centre touristique de tout premier plan.
Aujourd'hui, Gand est la ville étudiante la plus peuplée de Belgique avec une université, de nombreuses hautes écoles et établissements d'enseignement supérieur, elle est devenue un centre de pointe dans de nombreux domaines, dont les biotechnologies. Le port maritime de Gand, creusé à l'intérieur des terres, est le troisième port du pays par son tonnage, il a permis à la ville de diversifier son industrie, naguère encore fortement dominée par l'activité traditionnelle du textile.

## Géographie

### Sections de commune
- I Gand (Gent)
- II Mariakerke
- III Tronchiennes (Drongen)
- IV Wondelgem

Sections

- V Mont-Saint-Amand (Sint-Amandsberg)
- VI Oostacker (Oostakker)
- VII Desteldonk
- VIII Mendonk
- IX Winkel-Sainte-Croix (Sint-Kruis-Winkel)
- X Ledeberg
- XI Gentbrugge
- XII Afsnee
- XIII Westrem-Saint-Denis (Sint-Denijs-Westrem)
- XIV Swynaerde (Zwijnaarde)

### Communes limitrophes
| Evergem              | Evergem Zelzate | Lochristi    |
| Deinze               | Gand            | Destelbergen |
| Laethem-Saint-Martin | Merelbeke       | Wetteren     |

## Toponymie
Du latin Candia ou Gandia, issu du mot gaulois signifiant « confluence de cours d'eau », qu'on trouve dans Condate (Rennes), Condevicnum (Nantes) et aujourd'hui dans les lieux nommés « Condé » (Condé-sur-Sarthe, etc.).

## Langues
La langue officielle et majoritaire est le néerlandais, sous sa forme officielle mais aussi dialectale (flamand oriental). La présence du français est attestée depuis le XIIe siècle et il a longtemps servi comme lingua franca. On estime aujourd'hui qu'il y a de 5 à 9,6 % de francophones dans la commune de Gand, par rapport à un taux d'estimation de 6,4 % de francophones dans toute la région flamande. En nombre absolu, cela signifierait entre 13 000 et 25 000 locuteurs du français dans la ville. Contrairement aux idées reçues, l'usage du français y est toujours en vigueur.

## Histoire

### Origines jusqu'à l'an mille

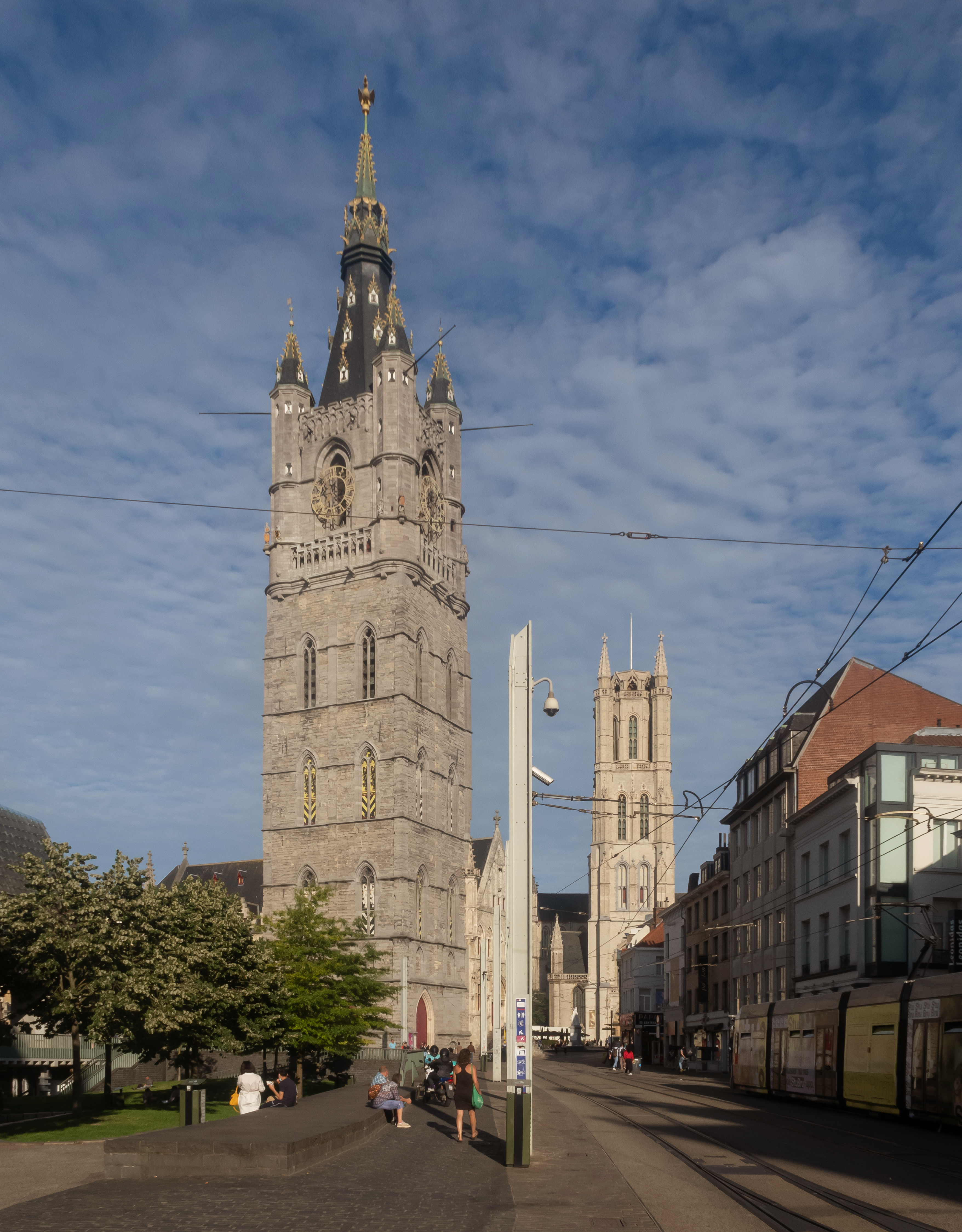
Le beffroi de Gand avec son dragon au sommet, et la cathédrale Saint-Bavon au fond.

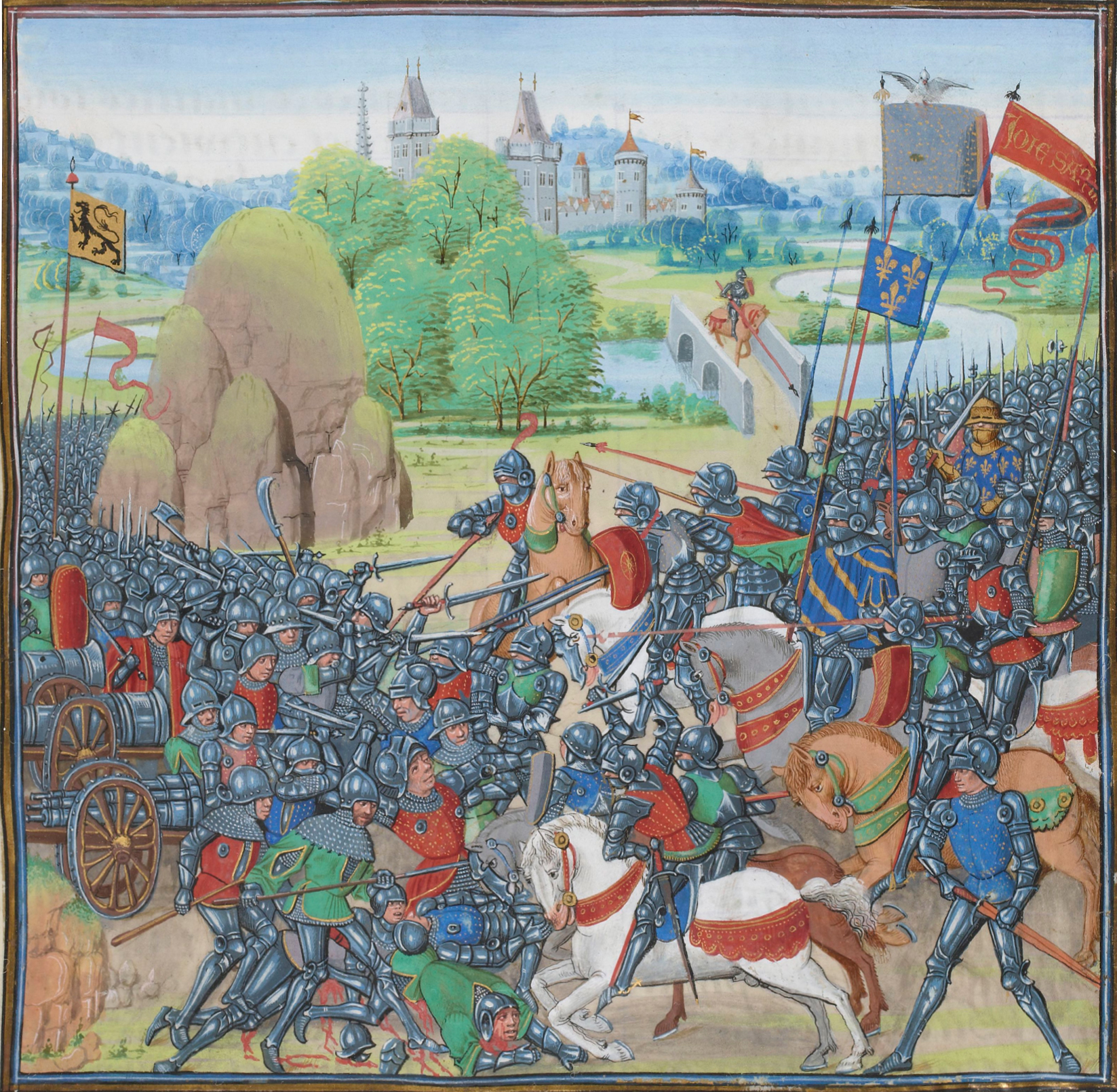
Bataille de Roosebeke, 1382.

Le nom « Gand » vient du gaulois condate (accentuation sur la première syllabe qui a apocopé la suite du mot), qui veut dire « confluent ». Déjà avant le Ier siècle, il y avait au confluent des rivières de la Lys et de l'Escaut plusieurs hameaux. Les Francs saliens s'installent en Flandre au Ve siècle en y apportant le bas francique, qui donnera plus tard le flamand. Gand fut l'un des derniers réduits du paganisme dans les royaumes francs : saint Amand, venu l'évangéliser, fut jeté dans l'Escaut. Vers 650, saint Amand y fonda deux abbayes : l'abbaye Saint-Pierre et l'abbaye Saint-Bavon. La cité de Gand prit naissance sous les Carolingiens autour de trois quartiers : ceux des deux abbayes et un marché. Vers 800, Louis le Pieux, un des fils de Charlemagne, choisit Éginhard, le biographe de Charlemagne, comme abbé des deux fondations religieuses.
Les Vikings ont occupé et détruit Gand et sa région en 851-852 et 879-883.
Au IXe siècle, Baudouin II édifie, à l'emplacement de l'actuel château des comtes de Flandre, un castrum en pierre dominant un troisième noyau urbain. Il en confie la garde à des châtelains héréditaires issus de Wenemar, avoué de l'abbaye Saint-Pierre de Gand vers 900.

### Une ville drapière prospère au Moyen Âge
Après leur départ à la fin du IXe siècle, le château des comtes de Flandre fut érigé. Le quartier autour de ce château devint vite un nouveau noyau de la ville grandissante. Du XIe au XIIIe siècle, Gand était la deuxième ville d'Europe (hors la péninsule Italienne) après Paris (avec 100 000 habitants) par sa population (jusqu'à 65 000 habitants), devant Londres, Cologne et Moscou[réf. nécessaire]. Il ne subsiste du tissu urbain d'alors que le beffroi et les tours de la cathédrale Saint-Bavon et Saint-Nicolas.
Les deux rivières (Lys et Escaut) inondaient la plaine environnante. Les meersen (« prairies humides » : le mot néerlandais est apparenté à l'anglais marsh, mais n'a pas exactement le même sens, car le meers néerlandais n'est pas en permanence submergé) étaient idéales pour l'élevage d'ovins, dont la laine formait la matière première de l'industrie drapière.
Cette industrie drapière (drap de laine), originaire de Ypres et Bruges, donna naissance à Gand à la plus vieille zone industrielle d'Europe. Cette zone d'échange était à ce point active qu'on importait la laine même d'Angleterre : c'est l'une des raisons pour lesquelles les îles Britanniques entretinrent toujours d'étroits liens avec les Flandres.

### L'intégration aux États bourguignons
Au XIVe siècle, les Flandres devinrent l'apanage du duché de Bourgogne, et les échanges avec l'Angleterre se dégradèrent notablement au cours de la guerre de Cent Ans. C'est à Gand, qu'en janvier 1340, un mois après la conclusion d'une alliance militaire avec les villes flamandes, que le roi d'Angleterre Édouard III prit le titre de « roi d'Angleterre et de France » dans sa lutte contre Philippe VI de Valois.
En 1379, une première révolte eut lieu contre Louis II de Flandre, qui ne put l'écraser qu'avec l'aide du roi de France Charles VI, à la bataille de Roosebeke en 1382.
L'augmentation des impôts, jointe à la baisse des exportations, entraîna une seconde révolte qui s'acheva en 1453 par la bataille de Gavere, où les milices gantoises furent défaites par Philippe le Bon. Le centre de gravité économique des Pays-Bas se déplaça alors des Flandres (Bruges, Gand) au Brabant (Anvers, Bruxelles), même si Gand continua à jouer un rôle important.

### À l'époque moderne

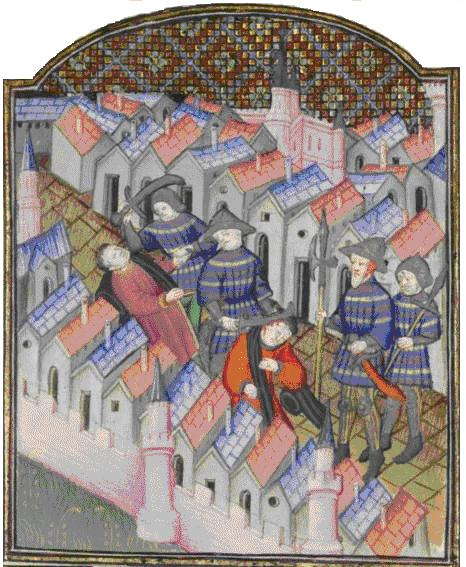
Première révolte de Gand.

la ville de Gand dans l’Union d'Utrecht.

En 1500, Jeanne de Castille y donna naissance à Charles Quint, futur empereur romain germanique et roi d'Espagne. Quoique natif de Gand, celui-ci prit des mesures brutales pour réprimer la révolte de Gand de 1539, exigeant que les notables de la ville défilent pieds nus avec une corde autour du cou : depuis cette époque, les Gantois sont surnommés Stroppendragers (les « garrotés »). La congrégation de Saint-Bavon fut dissoute, son monastère rasé et remplacé par une caserne ducale. Seuls quelques édifices de l'ancienne abbaye échappèrent à la démolition. L'empereur était cependant fier de cette métropole : il se faisait fort de « mettre Paris dans son Gant ».
La fin du XVIe et le début du XVIIe siècle se traduisirent par des bouleversements liés à la guerre de Quatre-Vingts Ans. Face à la menace des troupes espagnoles, des états généraux des Dix-Sept Provinces se tiennent à Gand en 1576. Il en résulte un acte de pacification qui affirme l'autonomie nationale contre les ministres et les troupes espagnoles. Don Juan d'Autriche est obligé d'accepter la pacification de Gand. Cependant, la minorité calviniste, organisée en un parti d'une grande efficacité, s'empare du pouvoir par la force. En 1577, les calvinistes s'appuient sur le programme du prince d'Orange qui promet la restauration des libertés communales. Les vieilles magistratures municipales retrouvèrent leurs prérogatives, les chartes confisquées réapparurent et les métiers siégèrent derechef à la Collace. Gand est pour un temps une république calviniste.
Mais bientôt les Espagnols, conduits par Alexandre Farnèse, reprirent la ville, la convertissant définitivement au catholicisme. Les conflits de la guerre de Quatre-Vingts Ans mirent un terme au rayonnement international de Gand.
La ville est prise en 1678 par Vauban. En 1714, elle est intégrée aux Pays-Bas autrichiens, sous la domination des Habsbourg d'Autriche. Aux XVIIIe et XIXe siècles, l'industrie textile se remet à prospérer. En 1789, Gand est prise aux troupes de l'empereur d'Autriche par les révolutionnaires des États-Belgiques-Unis, au cours d'un épisode connu sous le nom des « quatre journées de Gand ».

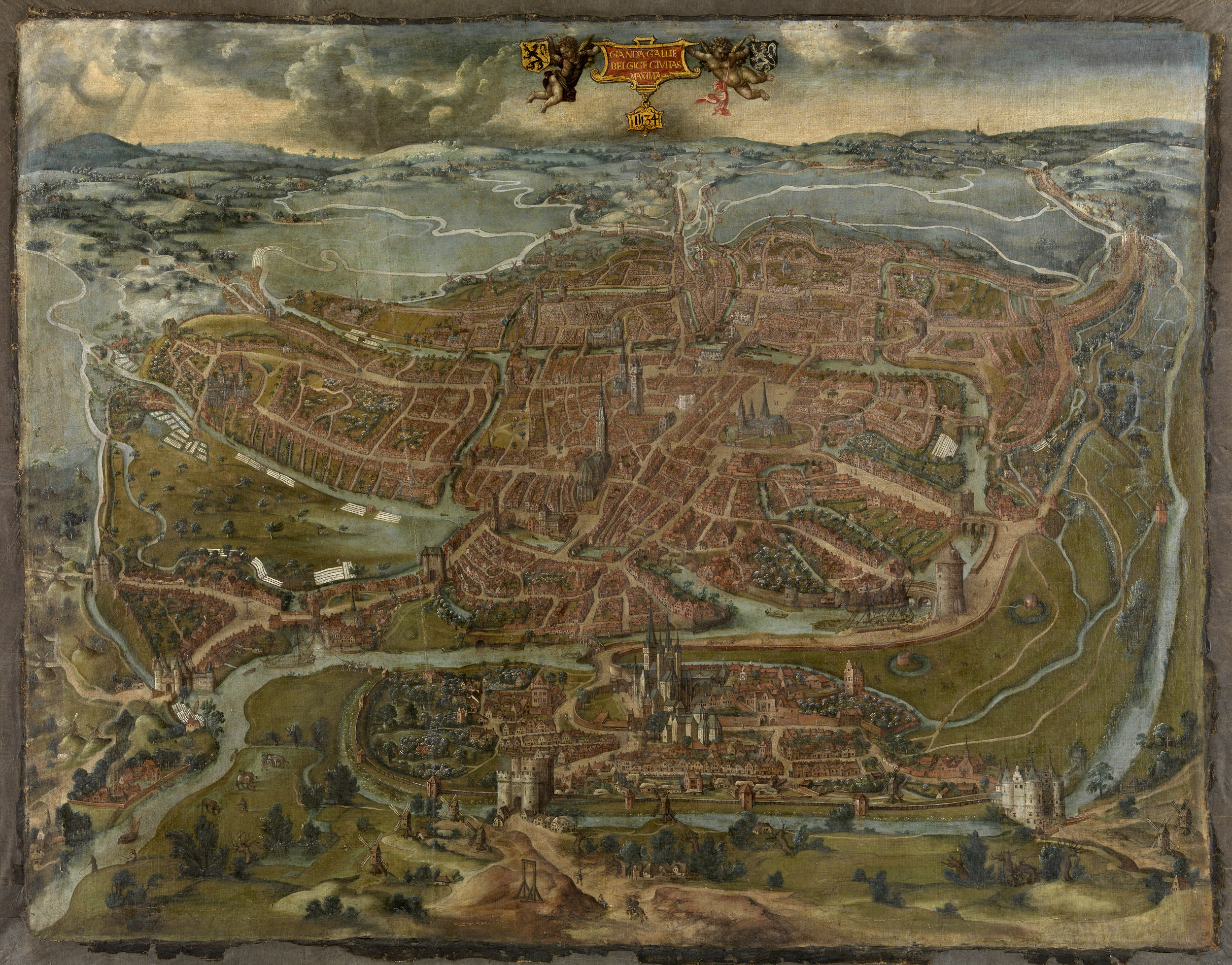
Vue panoramique détaillée de la ville de Gand en 1534. Au premier plan l'ancienne abbaye Saint-Bavon peu avant sa destruction. L'angle de vue choisi, mettant en valeur cette abbaye, montre son importance d'alors. L'actuelle cathédrale Saint-Bavon, qui était alors encore l'église Saint-Jean, est visible parmi les trois tours du centre-ville qui apparaissent petites au second plan.
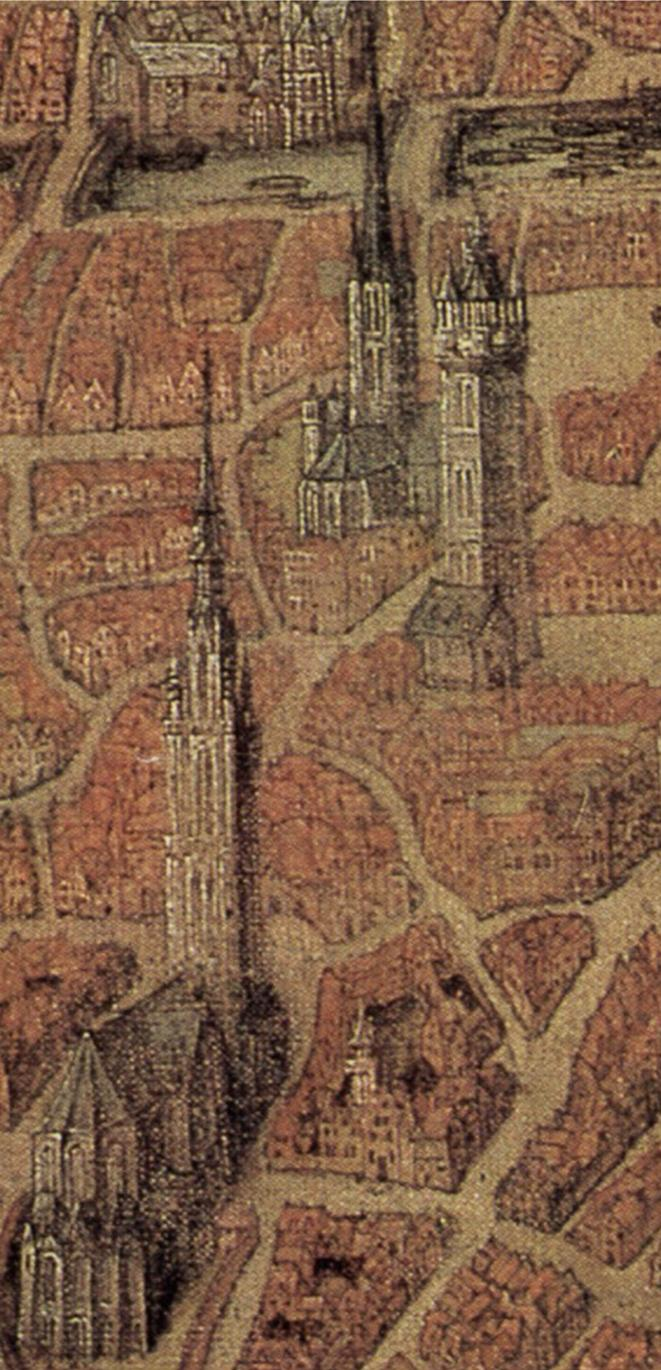
Les trois tours du centre-ville : l'actuelle cathédrale, le beffroi et l'église Saint-Nicolas. Les tours des deux églises étaient surmontées de très hautes flèches aujourd'hui disparues.

### Période française
À la suite de la Révolution française de 1789, la Première République se lance dans les guerres de la Révolution française et tente une première annexion des Pays-Bas méridionaux. Gand est rattachée dès le 2 mars 1793. Si les autrichiens parviennent à reprendre leurs terres, ce n'est que pour mieux voir revenir les Français lors d'une seconde annexion dès 1794, cette fois moins éphémère. Ils y créent les « départements réunis », dont le département de l'Escaut, duquel Gand devient le chef-lieu.
En 1800, en pleine révolution industrielle, Liévin Bauwens installe la première machine à tisser mécanique sur le continent, à partir de plans copiés en Angleterre. Il devient également maire de la ville. Le 2 février 1809, Napoléon Bonaparte crée officiellement le corps des pompiers de Gand.
Le 24 décembre 1814, le traité de Gand met formellement un terme à la guerre de 1812 entre le Royaume-Uni et les États-Unis. Pendant les Cent-Jours, le roi de France, Louis XVIII et ses partisans se réfugièrent à Gand, ce qui fit surnommer le roi Notre père de Gand par les satiristes.

### Période néerlandaise

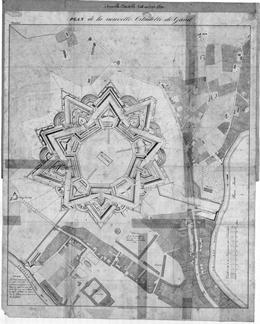
La citadelle de Gand, construite à partir de 1822, lors du régime du royaume uni des Pays-Bas.

En 1815, les puissances européennes vainqueurs de Napoléon Bonaparte, réunies lors du congrès de Vienne, créent un État tampon entre la France et la Prusse : le royaume uni des Pays-Bas. Ce dernier unifie l'ancienne république des Provinces-Unies, majoritairement protestante, aux Pays-Bas méridionaux, majoritairement catholiques, dont fait partie Gand. Le Royaume-Uni de Grande-Bretagne et d'Irlande fait alors pression pour que soit érigée la barrière Wellington, qui comprend de nombreuses forteresses disposées le long de trois lignes de défense contre la France. L'une d'elle est la citadelle de Gand, construite à partir de 1822.
Le roi Guillaume Ier fonda trois universités dans l'actuelle Belgique. L'une d'elles à Gand, celle ci en mémoire de l'éphémère université de Gand à l'époque protestante, lorsque le prince d'Orange y résidait. Le roi Guillaume Ier fit construire l'université de Gand, inaugurée le 9 octobre 1817, où les cours étaient dispensés en latin. Il fait également creuser un nouveau canal reliant la ville à l'Escaut et à la mer du Nord : le canal Gand-Terneuzen, construit entre 1824 et 1827. Lors de sa visite dans la ville en 1829, un bal est donné en son honneur au château des comtes de Flandre dans la nuit du 30 au 31 mai lorsqu'un important incendie se déclare et ravage la filature de coton « Hendrickx Couvreur » qui s'y trouve.

### Révolution belge

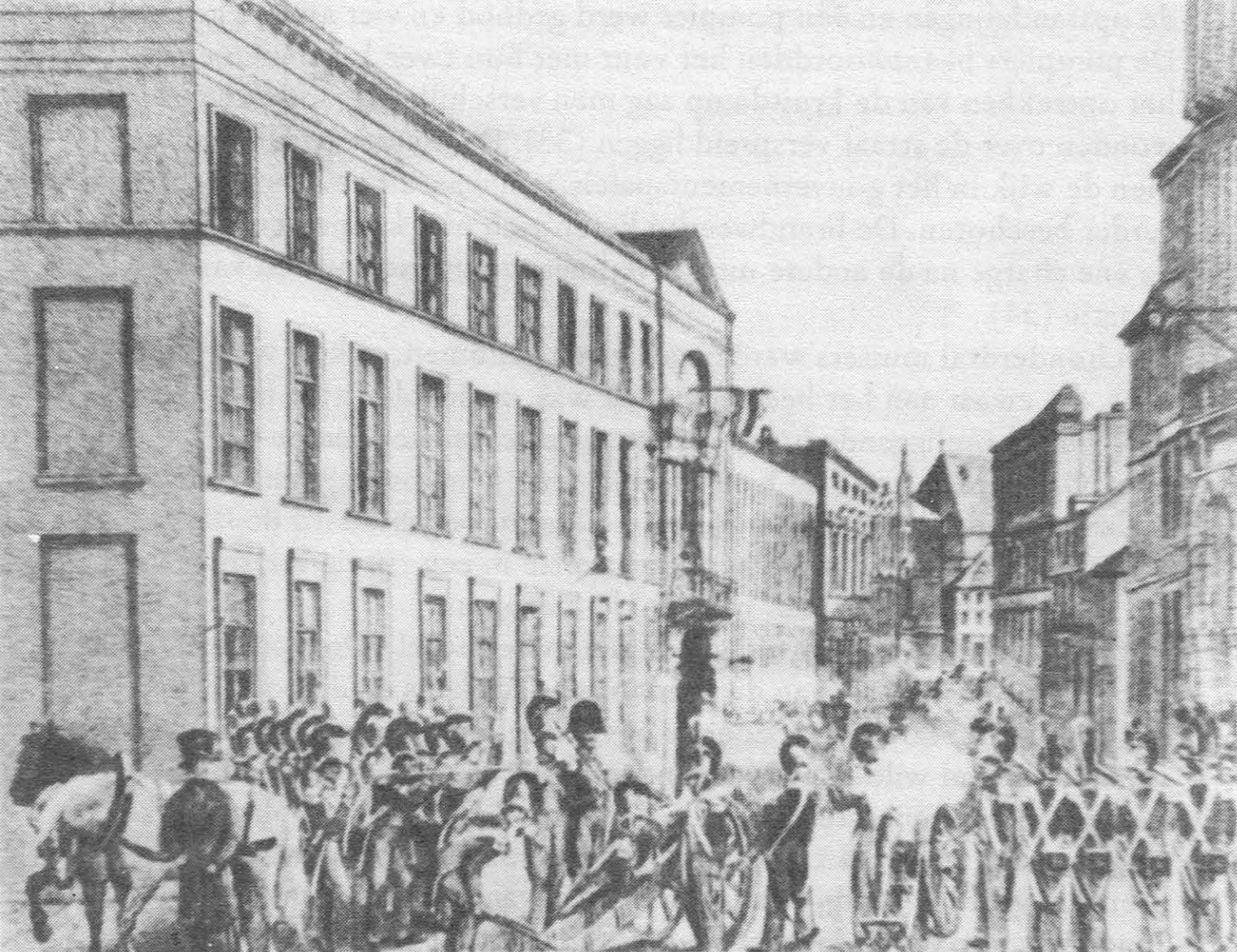
Les pompiers de Gand combattants les rebelles dans la Gouvernementstraat, lors du coup d'état orangiste de 1831 à Gand.

Lors du déclenchement de la révolution belge par l'insurrection de 1830 dans les Pays-Bas méridionaux, Gand est tenue par les orangistes, fidèles à la monarchie néerlandaise, comme le bourgmestre Joseph Van Crombrugghe (nl) ou encore Hippolyte Metdepenningen. Elle est d'ailleurs le siège de plusieurs journaux ralliés à cette cause, comme Le Messager de Gand. Dès le 27 aout 1830, le conseil communal se réunit en une séance extraordinaire et crée, comme dans beaucoup d'autres villes belges, une garde bourgeoise. L'objectif est d'appuyer la schutterij et de maintenir l'ordre public, craignant les manifestations populaires et les troubles liés à l'agitation révolutionnaire. Le 8 septembre, une pétition en faveur de l'unité du royaume uni des Pays-Bas est signée par la Chambre de commerce, la Société industrielle et les quatre loges maçonniques de la ville. Dès le lendemain, des étudiants tentent de lancer une manifestation pro-révolutionnaire mais sont arrêtés. 
Après les Journées de Septembre, lors desquelles l'armée du royaume uni des Pays-Bas est chassée de Bruxelles, les corps de volontaires belges poursuivent leur route vers le nord au travers de la Flandre. Les capitaines de la garde bourgeoise finissent par élire un commandant le 2 octobre, en la personne de Charles Coppens, un partisan belge. Le 11 octobre, le corps franc des tirailleurs belges-parisiens arrive en ville et entame le siège de la citadelle de Gand avec l'appui de la garde bourgeoise. Le 19 octobre, la forteresse capitule, principalement après que la grande majorité de ses soldats « belges » se soient mutinés puis aient déserté.
L'année suivante, les orangistes tentent de renverser le gouvernement de Gerlache par le coup d'état orangiste de 1831 à Gand. L'action menée par le Français Ernest Grégoire, échoue grâce à la résistance des pompiers de Gand, mais les combats font 47 morts. Pour ses différentes actions lors de la révolution, Gand est l'une des cent communes récipiendaires de l'un des drapeaux d'Honneur de 1830, remis par le premier roi des Belges, Léopold Ier.

### Période belge

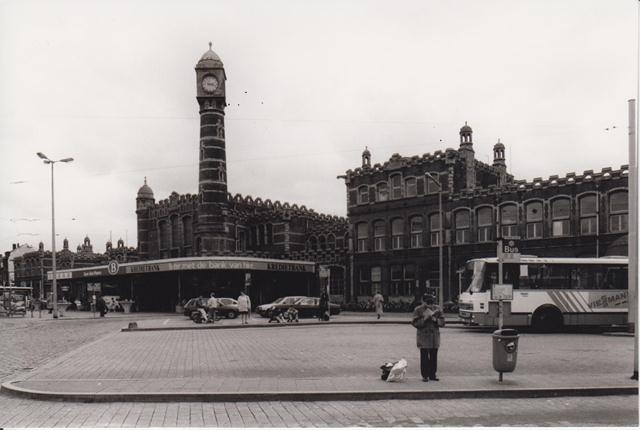
La gare de Gand-Saint-Pierre, achevée en 1912.

À l'issue de l'indépendance de la Belgique, privée pendant une décennie de son accès à la mer due au blocage de l'Escaut lors de la guerre belgo-néerlandaise, l'économie locale périclite, suscitant d'une part des troubles civils (voir « révolte du coton »), et d'autre part la naissance du « Broederlijke Wevers », premier syndicat ouvrier de Belgique, né à Gand en 1857.
En 1832 Gand est durement touchée par la deuxième pandémie de choléra. Le premier cas a été diagnostiqué le 25 mai et, le 15 septembre, on comptait 1 227 morts dus à la maladie, soit environ la moitié des personnes touchées. Des épidémies de moindre ampleur ont suivi au cours des étés 1833 et 1834, faisant quelque 200 victimes dans la ville.
Le 21 août 1838 a lieu l'inauguration d'une partie de la ligne 50A reliant la ville à Bruges et amenant le chemin de fer à Gand. En 1871, la citadelle de Gand est démolie et laisse progressivement place au Citadelpark.
Le 9 janvier 1894, une partie du bâtiment des établissements Van de Kerckhove s’effondre, faisant sept morts parmi les personnes ensevelies. 
La ville est le siège de l'exposition universelle de 1913. Pour accueillir cette manifestation, on termine la construction de la gare de Gand-Saint-Pierre en 1912.
Pendant l'occupation allemande de la Belgique pendant la Première Guerre mondiale, le 7 juin 1915 le zeppelin de la Kaiserliche Marine LZ 37 (en) est abattu au dessus de Mont-Saint-Amand par un avion de la Royal Naval Air Service. Il prend feu et perd des morceaux de son fuselage qui tombent sur Groot Begijnhof Sint-Elisabeth (nl) et tuent une personne au sol. L’aéronef se brise ensuite en deux et sa partie avant s'écrase sur le couvent des sœurs de la Visitation de Notre-Dame, tuant une autre personne et déclenchant un incendie. Huit des neuf membres d'équipage du zeppelin trouvent également la mort lors du crash.
En 1930, le conseil communal acte que les ordres chez les pompiers de Gand doivent désormais être donnés en néerlandais et non plus en français.
Le 5 septembre 1944, Gand est libérée par l'armée canadienne après l'occupation allemande de la Belgique pendant la Seconde Guerre mondiale.

## Politique et administration

### Élections communales de 2024
|                        |                                        |         |       |      |        |               |  |  |  |  |  |  |  |  |
| Parti                  | Parti                                  | Voix    | %     | +/-  | Sièges | +/-           |  |  |  |  |  |  |  |  |
|                        | Voor Gent                              | 38 099  | 32,54 | Nv.  | 19     | 19            |  |  |  |  |  |  |  |  |
|                        | Groen                                  | 28 802  | 24,60 | N/A  | 14     | 14            |  |  |  |  |  |  |  |  |
|                        | Nieuw-Vlaamse Alliantie (N-VA)         | 20 802  | 17,77 | 5,68 | 10     | 4             |  |  |  |  |  |  |  |  |
|                        | Christen-Democratisch en Vlaams (CD&V) | 10 016  | 8,55  | 0,27 | 4      | en stagnation |  |  |  |  |  |  |  |  |
|                        | Parti du travail de Belgique (PVDA)    | 8 635   | 7,37  | 0,32 | 3      | en stagnation |  |  |  |  |  |  |  |  |
|                        | Vlaams Belang (VB)                     | 7 558   | 6,45  | 1,34 | 3      | 1             |  |  |  |  |  |  |  |  |
|                        | Team Fouad Ahidar (TFA)                | 1 625   | 1,39  | Nv.  | 0      | en stagnation |  |  |  |  |  |  |  |  |
|                        | Voor U                                 | 714     | 0,61  | Nv.  | 0      | en stagnation |  |  |  |  |  |  |  |  |
|                        | GrondRecht                             | 507     | 0,43  | Nv.  | 0      | en stagnation |  |  |  |  |  |  |  |  |
|                        | Red Gent                               | 325     | 0,28  | Nv.  | 0      | en stagnation |  |  |  |  |  |  |  |  |
|                        |                                        |         |       |      |        |               |  |  |  |  |  |  |  |  |
| Suffrages exprimés     | Suffrages exprimés                     | 117 083 | 98,24 |      |        |               |  |  |  |  |  |  |  |  |
| Votes blancs et nuls   | Votes blancs et nuls                   | 2 104   | 1,76  |      |        |               |  |  |  |  |  |  |  |  |
| Total                  | Total                                  | 119 187 | 100   | -    | 53     | en stagnation |  |  |  |  |  |  |  |  |
| Abstention             | Abstention                             | 64 557  | 35,13 |      |        |               |  |  |  |  |  |  |  |  |
| Inscrits/Participation | Inscrits/Participation                 | 183 744 | 64,87 |      |        |               |  |  |  |  |  |  |  |  |

#### Collège des échevins 2025-2030
| Fonction et pouvoirs | Nom                  | parti | parti     |
| --- | -------------------- | ----- | --------- |
| Bourgmestre chargé de la police et pompiers, coopération internationale, coordination interne et affaires générales, communication interne et externe, affaires juridiques, gestion des plaintes, marketing urbain, rénovation urbaine, planification stratégique, politique d'asile | Mathias De Clercq    |       | Voor Gent |
| première échevine du Participation, travail communautaire, solidarité mondiale, gestion des installations et numérisation | Hafsa El-Bazioui     |       | Groen     |
| Deuxième échevine du Progrès social, santé, politique et culture des personnes âgées, président du CPAS | Astrid De Bruycker   |       | Voor Gent |
| Troisième échevine du Économie, port, commerce, tourisme et propreté publique | Sofie Bracke         |       | Voor Gent |
| Quatrième échevine du Éducation, jeunesse, famille et travail de proximité | Evita Willaert       |       | Groen     |
| Cinquième échevin du Mobilité, espace, développement urbain et divertissement | Joris Vandenbroucke  |       | Voor Gent |
| Sixième échevin du Nature et verdure, travail et économie sociale, égalité des chances et sport | Bram Van Braeckevelt |       | Groen     |
| Septième échevin du Politique des ressources humaines, affaires civiles et services | Burak Nalli          |       | Voor Gent |
| Huitième échevin du Logement, environnement, climat et énergie | Filip Watteeuw       |       | Groen     |
| Neuvième échevin des Finances, développement urbain, patrimoine et simplification administrative | Christophe Peeters   |       | Voor Gent |

Voor Gent il existe un cartel entre Vooruit et Open Vld

### Jumelages
La ville de Gand est jumelée avec :
- Saint-Raphaël (France) de 1958 à 2021[14].
- Wiesbaden (Allemagne) depuis le 4 septembre 1969
- Kanazawa (Japon) depuis 1971
- Melle (Allemagne) depuis 1977
- Tallinn (Estonie) depuis 1982
- Mohammédia (Maroc) depuis 1982
- Nottingham (Royaume-Uni) depuis 1985

## Population et société

### Évolution démographique de la section de Gand
Après 1977, Gand a perdu beaucoup d'habitants au profit de sa périphérie. À la suite de l'arrivée d'immigrants et au renouveau du centre-ville, la population a recommencé à augmenter à partir de 1999.
Évolution de la population de Gand :
- Source : DGS - Remarque: 1806 jusqu'à 1970=recensement; depuis 1971=nombre d'habitants chaque 1er janvier[16]

### Évolution démographique de la commune fusionnée
En tenant compte des anciennes communes entraînées dans la fusion de communes de 1977, on peut dresser l'évolution suivante:
Les chiffres des années 1831 à 1970 tiennent compte des chiffres des anciennes communes fusionnées.
- Source: DGS , de 1831 à 1981=recensements population; à partir de 1990 = nombre d'habitants chaque 1 janvier[1]

### Éducation
Gand est un des principaux centres d'éducation de Flandre et de Belgique avec plus de 300 établissements d'enseignement regroupant environ 80 000 élèves et étudiants, de la maternelle au supérieur.

#### Enseignement primaire et secondaire
L'enseignement primaire et secondaire est réalisé au sein de 82 établissements primaires et 61 établissements secondaires qui accueillent environ 23 000 élèves,. Les plus anciens établissements d'enseignement secondaire de Gand sont le Collège Sainte-Barbe fondé en 1814 (mais reprenant les activités du premier collège des jésuites à Gand fondé en 1592), l'Athénée royal fondé en 1850 et le Sint-Lievenscollege fondé en 1865.

#### Enseignement supérieur
Avec environ 50 000 étudiants sur une population totale de 230 000, Gand est la première ville étudiante de Belgique. Les étudiants se répartissent entre l'université de Gand (30 000 étudiants) principalement, la Hogeschool Gent (15 000 étudiants (qui contient l'Académie royale des beaux-arts de Gand)), la Katholieke Hogeschool Sint-Lieven (5 000 étudiants), la Arteveldehogeschool (9 000 étudiants) et la Hogeschool voor Wetenschap en Kunst (650 étudiants).
L'Université de Gand fut fondée en 1817. À l'époque néerlandaise, les cours étaient dispensés en latin. Après l'indépendance de la Belgique, le latin fut remplacé par le français afin d'empêcher les professeurs néerlandais d'enseigner et de contrer l'influence orangiste, très présente à Gand. De 1916 à 1918, sous l'occupation allemande, les cours furent temporairement dispensés en flamand, puis à partir de 1923, l'université retourna au flamand. Elle a été classée à plusieurs reprises comme la meilleure des universités belges dans plusieurs domaines[réf. nécessaire], que ce soit par des évaluateurs étrangers ou par la Région flamande.

### Sports

#### Principales équipes
- Football : KAA Gent (souvent appelé en communauté française La Gantoise (D1), KRC Gand-Zeehaven (D4)).
- Floorball : La Gantoise (D1)
- Volley-ball : VDK Gent (D2)
- Volley-ball féminin : VDK Gent (Ligue A)
- Basket-ball : Gent Hawks (D2), Falco Gent (D3)
- Basket-ball féminin : BBC Jeugd Gentson (D1)
- Hockey sur gazon : La Gantoise (D2)
- Handball : HC DB Gent (D2)
- Handball Féminin : HC DB Gent (D2)
- Athlétisme : La Gantoise
- Rugby à XV : Gand RFC (D4)

#### Évènements sportifs

##### Événements récurrents
- Course cycliste Omloop Het Nieuwsblad
- Course cycliste de Gand-Wevelgem

##### Événements occasionnels
- Championnat d'Europe féminin de volley-ball Euro 1987.
- Championnats d'Europe d'escrime (en 2007)

## Économie
Depuis le Moyen Âge et jusque dans les années 1960, l’industrie textile a occupé une place majeure dans l’économie gantoise. Au XIXe siècle, les manufactures de filage et de tissage, venues remplacer l’activité drapière à domicile, furent à l’origine d’une importante floraison économique basée sur le coton congolais. Après le déclin de ce secteur au XXe siècle, une économie plus diversifiée et plus équilibrée s’est progressivement mise en place à partir du milieu de la décennie 1960, grâce notamment au port maritime. Les principaux piliers, sur lesquels cette économie s’appuie à l’heure actuelle, sont : l’industrie (sidérurgie, constructions automobiles, chimie, énergie, agroalimentaire, textile), les activités portuaires et logistiques, les services, les secteurs de pointe (biotechnologie, bioénergie, TIC), le commerce de détail, la restauration et l'hôtellerie. Nous nous proposons de décrire ces piliers avec quelque détail plus loin dans cette section.

### Indicateurs économétriques
Le taux d’emploi, dépassant les 100 % (il s’établissait à 103,6 % en 2003), indique qu’à Gand le nombre d’emplois est supérieur au nombre de Gantois présents sur le marché du travail, et fait ressortir que Gand est un pôle d’attraction économique et que viennent y travailler de nombreux « navetteurs ».
Le taux d’activité est plus élevé à Gand et tend à y augmenter plus rapidement, qu’à Anvers et dans le reste de la Flandre. L’indice de présence (néerl. aanwezigheidsindex) — indicateur économétrique créé par les services d’étude de l’autorité flamande, qui mesure, par région, la présence d’emplois en l’exprimant par rapport à la moyenne flamande — s’élève, pour la région gantoise, à 1,77, ce qui dénote un volume d’emploi plus important que la moyenne flamande. Le secteur quaternaire (à entendre ici dans son acception de secteur non marchand), avec un indice de 2,25, est particulièrement surreprésenté à Gand.

### Répartition sectorielle
Les quelque 150 000 emplois que comptait Gand en 2003 se répartissaient de la manière suivante : primaire : 0,2 % ; secondaire : 25,0 % ; tertiaire : 33,0 % ; quaternaire : 41,8 %. Le fait que l’enseignement et le secteur des soins de santé sont les plus gros employeurs à Gand explique la part élevé du quaternaire.
Le palmarès des 10 secteurs d’activité employant le plus grand nombre de personnes se présente comme suit : hôpitaux, services sociaux, soins de santé : 15,17 % ; enseignement (de base, secondaire, formation continuée) : 9,66 % ; services aux entreprises (sans services financiers et TIC) : 8,76 % ; administration et institutions publiques : 8,07 % ; commerce de détail et Horeca : 7,25 % ; transport, entreposage et communication : 6,00 % ; industrie automobile : 4,77 % ; commerce de gros : 4,75 % ; enseignement supérieur : 4,29 % ; sidérurgie : 4,04 %.
Les cinq employeurs les plus importants au regard du volume d’emploi sont (2005) : 1) université (6 200 personnes employées) ; 2) Sidmar (usine sidérurgique du groupe ArcelorMittal, 5 623 personnes) ; 3) CHU (5 155) ; 4) Volvo Cars (5 025) ; 5) municipalité (4 701). L’économie sociale (ateliers sociaux, ateliers protégés, etc.), en expansion, occupe déjà plus de 2 000 personnes.

### Terrains
Pour attirer plus d'investisseurs et permettre aux entreprises existantes de s’étendre ou de se relocaliser, des structures de concertation mixtes, dites bedrijventerreinmanagement (litt. « gestion de terrains industriels »), ont été créées dans la région gantoise. La municipalité et les entreprises, parties prenantes de ces structures, y sont invitées à réfléchir aux moyens de requalifier des friches industrielles ou créer de nouvelles zones d’activités économiques, accessibles, respectant l'environnement et une économie durable et intégrée dans le tissu social du voisinage. Le premier projet (Gentbrugge II) porte sur la friche de l'entreprise métallurgique Trefil Arbed (15 ha environ, dans le sud-est de l’agglomération), maintenant occupée par des logements, des espaces verts, avec aussi des parcelles louées ou vendues pour des activités économiques, après passage au crible des candidats investisseurs par le service Économie de la municipalité, pour s’assurer que les projets se conforment aux conditions).
D’autres sites, conçus dans cet esprit de bedrijventerreinmanagement, ont suivi, notamment à :
- Drongen I, au sud de Gand, le long de l’autoroute E40,
- Oostakker (à l’est de Gand),
- Zwijnaarde (site Eiland, sud de Gand), etc.

Bruggen naar Rabot est un nom générique désignant plusieurs projets de réhabilitation, de désenclavement et de développement d'un quartier considéré comme le plus pauvre de Flandre. Dans ce cadre une démarche originale a concerné en 2008-2009 un aménagement d'attente sur une friche du quartier Rabot-Blaisantvest avec, derrière le palais de justice l'établissement d'un vaste jardin communautaire, à vocation d'agriculture urbaine dont les microparcelles sont posées au sol, sur la dalle de béton qui supportait l'usine Alcatel (site de Gasmeterlaan) aujourd'hui détruite. Cette dalle protège aujourd'hui la terre rapportée de la pollution du sol sous-jacent, ceci pour plusieurs dizaines de « jardins de dalle » (jardinage bio), avec aussi une petite zone d'élevage (volaille, lapins) construite par les habitants du quartier à l'initiative des habitants et d'une animatrice socioculturelle, initialement dans le cadre d'un projet artistique et social. De nombreux végétaux comestibles et des fleurs y sont cultivés par les habitants du quartier.

### Industrie
Des activités du textile, de l’habillement et du cuir, qui étaient traditionnellement les points forts de l’industrie gantoise, le centre de gravité s’est déplacé, ces dernières décennies, vers les services commerciaux et les services non marchands ; cependant, l’industrie demeure importante, représentant autour de 25 % de l’emploi total de l’agglomération, ce qui est plus que la moyenne des agglomérations urbaines de Flandre.
L'activité industrielle est surtout localisée en zone portuaire. Aux industries automobiles, sidérurgiques, chimiques et papetières, présentes dans la région gantoise depuis de nombreuses années, s’est ajoutée à une date plus récente l’industrie agroalimentaire.
Les entreprises les plus importantes, et les principaux secteurs d'activité, avec leurs parts respectives dans la valeur ajoutée générée, l’emploi total, sont :
- Sidérurgie - 26 % - 23 % - ArcelorMittal, Aelterman, Group Galloo/Van Heygen
- Commerce - 22 % - 10 % - Total, Shell, BP, Honda Europe, Volvo Logistics Europe
- Automobile - 17 % - 25 % - Volvo Cars, Volvo Trucks, Johnson Controls, SAS Autom
- Chimie/pétrochimie - 7 % - 7 % - UCB, Kronos Europe, Taminco, Solutia, Shell, Sadaci, BP, Fuji Oil, Rio Tinto Minerals Ghent
- Manutention - 4 % - 4 % - Belgotank, Euro-Silo, CEPG
- Matériaux - 4 % - 6 % - Denys, CBR, De Meyer, Inter-Beton, VVM, HeidelbergCement.
- Énergie - 3 % - 3 % - SPE, Electrabel
- Autre (papier, recycl.) - 3 % - 4 % - Stora Enso Langerbrugge, SCA Packaging, SITA, Shanks Waste Solutions
- Agroalimentaire - 2 % - 2 % - Cargill, Algist Bruggeman

Quelques gros employeurs sont implantés hors de la zone portuaire, dont : UCO (textile, plus de 800 salariés), GE Power Controls (près de 600 salariés) et Domo (fibre synthétique, 500 salariés).

### Port
Le port de Gand, situé au nord de la ville, est le troisième port de Belgique. Il est accessible par le canal Gand-Terneuzen qui rejoint la mer du Nord, au niveau du port néerlandais de Terneuzen, sur l'Escaut occidental. Le canal ainsi que le port sont accessibles aux navires jusqu’à 80 000 tonnes et au tirant d’eau de 12,5 m. En 2006, le trafic de marchandises a atteint 45,2 millions de tonnes, dont 24,2 millions en fret international et 18,4 millions en navigation intérieure. Le port de Gand accueille un peu plus de 300 entreprises, constituées pour un cinquième environ de grandes entreprises, dont Sidmar, Volvo Cars, Volvo Trucks, Volvo Parts, Honda et Stora Enso.

### Services
La ville de Gand remplit une fonction de pôle régional de services, tant en ce qui concerne les services commerciaux (32 % du volume d’emploi total) que les services non marchands (42 %).
Au demeurant, les plus grands employeurs à Gand relèvent des services non marchands, en premier lieu les soins de santé et les services sociaux (15 % de l’emploi gantois, la ville étant, avec une quinzaine d’établissements hospitaliers et psychiatriques, le plus important pôle de soins de santé de Flandre), ensuite l’enseignement (13 %, Gand comptant un large éventail d’institutions d’enseignement, dont une université et plusieurs hautes écoles) et les services publics (9 %). D’autre part, parallèlement au développement de ses activités industrielles, Gand a évolué vers un important centre de services commerciaux, et le secteur des services financiers, assurances et services aux entreprises (banques, assureurs, agences d’intérim, entreprises d’informatique, etc.) représente 14 % environ de l’emploi total.

### Activités de pointe
La ville de Gand s’efforce, en jouant notamment de la présence au-dedans de ses murs d’une université et d’autres établissements d’enseignement supérieur, de transformer son économie industrielle en économie de la connaissance où créativité, innovation, connaissances pointues et entrepreneuriat occupent une place centrale et se fécondent mutuellement. Trois secteurs font à cet égard l’objet d’une attention particulière : la biotechnologie, la bioénergie et les T.I.C.

#### Biotechnologies
Depuis de longues années un haut lieu des biotechnologies, Gand entend s’ériger en centre névralgique (sous l'appellation de Flanders Biotech Valley) de cette importante activité. Significativement, la croissance de l’emploi dans ce secteur se situe en moyenne autour de 40 % par an depuis 1985.
L’activité se concentre essentiellement dans le parc scientifique Ardoyen à Zwijnaarde (23 ha), sis un peu au sud de la ville, et largement occupé aujourd’hui par des sociétés essaimées (spin-offs) de l’université gantoise. L’institut flamand de recherche VIB (Vlaams Instituut voor Biotechnologie), qui coordonne la recherche dans ce domaine en Flandre, y a mis sur pied deux pépinières d’entreprises, dites « bio-incubateurs », complexes de bâtiments destinés à héberger des entreprises de biotechnologie nouvellement créées, leur offrant toutes conditions propices (en particulier le transfert de technologie) qui leur permettent de se muer en sociétés prospères. Sur les 7 500 m2 d’espace ainsi mis à disposition ont établi leurs quartiers notamment les firmes Innogenetics, Bayer BioScience, Ablynx, Actogenix, AlgoNomics, Biomaric, Devgen, Yacult, etc. D’autres infrastructures de recherche ont été réalisées, ou sont en cours de réalisation, sur le site Ardoyen (entre autres le bâtiment de recherche Fiers-Schell-Van Montagu, dépendant de l’université), mais aussi sur de nouveaux sites, tels que le parc scientifique Rijvissche, le long de la route d’Audenarde (11 ha, doté de quelque 65 000 m2), et le projet Sint-Pieters-Aaigem (max. 48 000 m2 de surface), proche de la gare Saint-Pierre, ainsi que d’autres projets.

#### Bio-énergie
Souhaitant faire de la ville de Gand, et plus spécialement de son port, un centre de l’énergie renouvelable et un pôle de croissance internationalement reconnu où se déploient des projets industriels et des activités dans le domaine de la bio-énergie, la municipalité a mis sur pied un partenariat public-privé nommé Ghent Bio-Energy Valley, dans le but de développer des initiatives communes en faveur de la bio-énergie. L’accent est mis sur la recherche & développement, sur les mesures structurelles et les politiques publiques, sur les aspects logistiques, et sur la communication avec le public. Les parties prenantes de Ghent Bio-Energy Valley sont l’université de Gand, les autorités portuaires, la municipalité, ainsi qu’une brochette d’entreprises industrielles parmi lesquelles Alco-Bio-Fuel, Bioro, Engie - Electrabel, Oleon, StoraEnso, Organic Waste Systems et Oil Tanking. L’appui scientifique est assuré par l’université gantoise, par le biais de 9 groupes de recherche.
Près du Rodenhuizedok (rive orientale du canal de Terneuzen) vient d’être construite, à l’initiative de plusieurs sociétés actionnaires belges, une bio-raffinerie dotée de trois lignes de production d’une capacité totale 300 000 litres d’éthanol, soit suffisamment pour couvrir entièrement les besoins belges en éthanol. Au demeurant, la matière première utilisée est constituée de céréales belges, faisant de ce projet une affaire 100 % belge.
D’autre part, la coentreprise Bioro NV, structure de collaboration impliquant les sociétés Vanden, Avenne, Cargill et Biodiesel Holding, se propose d’investir 25 millions d’euros dans la construction d’une ligne de production de biogazole à base d’huile de colza d’une capacité de 150 millions de litres par an, de quoi approvisionner une grande partie du marché belge. La firme Oleon NV pour sa part investira à Ertvelde (rive occidentale) 29 millions d’euros en vue d’ériger une usine de biodiesel capable de produire 140 000 tonnes par an. La société agro-alimentaire américaine Cargill, qui possède un établissement dans le port de Gand, a l’intention de convertir son usine de trituration de soja (qui jusqu’ici broyait les graines de soja en huile pour l’industrie alimentaire) en unité de production de biocarburants.
Enfin, l’entreprise Green Earth Energy fabrique, dans ses installations sises près du Kluizendok (rive occidentale), 150 000 litres de bioéthanol qu’elle utilise à produire de l’électricité « verte » en quantité suffisante pour satisfaire les besoins d’un quart des ménages gantois.

#### TIC
Dans la région gantoise, quelque 360 entreprises ont une activité dans le domaine du logiciel et quelque 210 entreprises sont spécialisées en consultance informatique. Une soixantaine de firmes fournissent des services informatiques, et une soixante-dizaine s’occupent de télécommunications. Dans ces domaines également, la ville de Gand entend bien jouer un rôle de premier plan, aidée en cela par la présence sur son territoire de l’IBBT (sigle néerl., en clair Institut interdisciplinaire de technologie à large bande, désignant une institution indépendante missionnée par le gouvernement flamand) et de l’université de Gand, qui, comme dans d’autres domaines de pointe déjà évoqués, concourt par son expertise et sa technologie à la création de nouvelles entreprises.

### Commerce, hôtellerie, restauration
Les commerces de détail (employant 6 300 personnes) et les entreprises du secteur « horeca » (3 000 personnes) sont au nombre de 5 400 à Gand, ce qui correspond à 35 % de toutes les entreprises gantoises et à 6 % de l’emploi total de la ville.

## Urbanisme

### Transports
Gand occupe une position stratégique, tant au niveau de la région flamande qu’à l’échelle européenne. Au niveau de la Flandre d’abord, la ville fait partie du « losange flamand », quadrilatère formé par les villes de Bruxelles, Louvain, Gand et Anvers, délimitant une portion de territoire à forte densité de population et économiquement hautement développée ; à l’échelle européenne ensuite, car Gand est au carrefour d’autres grandes régions économiques : le Randstad Holland au nord, la Ruhr allemande à l’est, Londres à l’ouest, et les grandes métropoles françaises de Paris et de Lille au sud.

#### Réseau routier
Gand se situe au croisement de deux des axes autoroutiers européens les plus importants : l’A10/E40 (Bruxelles-Ostende) et l’A14/E17 (Anvers-France), et se trouve ainsi raccordé au reste du réseau européen. Le tunnel sous la Manche peut être atteint facilement au départ de Gand, de même que le tunnel sous l’estuaire de l’Escaut (mis en service en 2003), et, par ce biais, la province de Zélande et, plus au nord, Rotterdam. Une voie express partant droit vers le sud relie Gand à Audenarde, et au-delà, à Mons et au Hainaut industriel, et un périphérique autoroutier (le « Ring » ou R4), enserrant presque entièrement l’agglomération gantoise, permet de contourner celle-ci. Le centre-ville de Gand (la zone entourée du ring R40) est une zone de basses émissions (ou LEZ). Les véhicules immatriculés à l’étranger qui circulent au sein de la zone doivent être enregistrés sous peine d'une amende de 150 euros.

#### Réseau ferroviaire

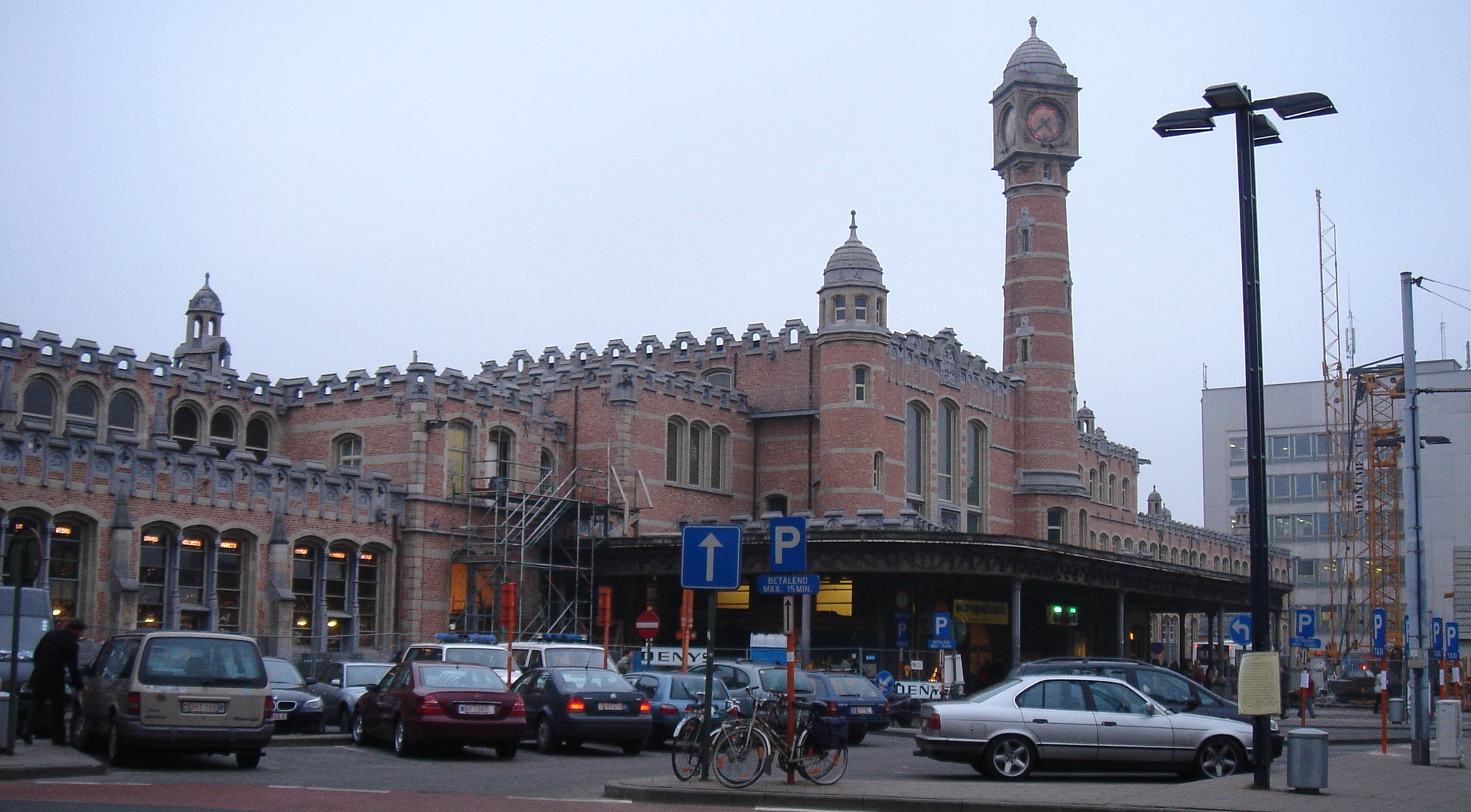
Gare Saint-Pierre, avec sa tour à horloge caractéristique.

À l’image des deux grandes autoroutes qui desservent Gand, et parallèlement avec celles-ci, deux grandes lignes de chemin de fer se croisent à Gand : la ligne Liège–Bruxelles–Gand–Bruges–Ostende et la ligne Anvers–Gand–Courtrai–Lille (« Dorsale flamande »). À l’intersection de ces deux lignes se trouve la gare principale de Gand, la gare Saint-Pierre (néerl. Sint-Pietersstation), érigée en 1912 en vue de l’exposition universelle de 1913 ; la singulière tour à horloge qui flanque l’édifice, œuvre de Louis Cloquet, le même architecte qui conçut la tour à horloge de l’ancien hôtel des postes sur le Korenmarkt, dut en raison de la détérioration de son armature métallique, qui la faisait pencher dangereusement, être démolie pierre par pierre en 2006, puis reconstruite autour d’une ossature en béton armé que l’on enveloppa ensuite d’un parement de briques identique à celui de l'ancienne tour.
Une liaison quotidienne TGV (Thalys) relie Gand à Paris via Bruxelles en 2h05 (le trajet avec correspondance TGV via Lille-Flandres, toutes les heures, est d'une durée équivalente et moins onéreux). D’autre part, des liaisons existent vers Audenarde et Renaix (direction sud), vers Zottegem et Grammont (sud-est), vers Termonde et Malines (est), et vers Eeklo (nord-ouest). La gare fait l'objet d'un grand projet de rénovation pour en renforcer les capacités et la multimodalité, avec notamment l'adjonction de 10 000 places de vélos, directement sous les quais. La deuxième gare de la ville est celle de Gand-Dampoort, située à proximité du centre-ville.

#### Voies navigables
Le canal de Terneuzen, d’importance vitale pour la ville de Gand, relie son port à l’estuaire de l’Escaut (Escaut occidental) et à la mer. Si à l’heure actuelle, le canal est accessible à des navires jusqu’à 80 000 tonnes, les autorités flamandes et hollandaises sont convenues que le canal serait approfondi à 16 mètres, rendant le port de Gand capable d’accueillir des navires jusqu’à 160 000 tonnes. À cet effet, la construction à Terneuzen d’une deuxième écluse, beaucoup plus vaste que celle existant actuellement, est nécessaire et pourrait être décidée d’ici fin 2008.
Le canal de Terneuzen ne représente que le plus récent des ouvrages qui se sont succédé dans l’histoire et qui visaient à relier Gand à la mer. Le premier en date de ces ouvrages fut le canal de la Lieve, que l’on entreprit de creuser entre 1251 et 1259 en direction de Damme, située alors sur le Zwin, bras de mer s’ouvrant sur la mer du Nord, pour pallier l’ensablement des liaisons naturelles que la ville avait eues jusque-là avec l’estuaire de l’Escaut. Le Zwin ayant fini par s’ensabler complètement à son tour, le canal de la Lieve perdit quasiment toute signification à la fin du XVe siècle.
Entre 1547 et 1549, sur ordre de Charles Quint, fut construit le Sasse Vaart, ancêtre du canal de Terneuzen, reliant Gand au Braekman, bras de l’Escaut, qui autrefois s’enfonçait bien plus avant dans les terres qu’il ne le fait actuellement ; la digue protégeant contre ce bras était franchie au moyen d’une écluse à sas, qui donna son nom à la localité de Sas-van-Gent, aujourd’hui localité frontalière zélandaise. Large de 19 mètres et profond de 1,6 mètre, et permettant de rejoindre la mer sans le détour par Anvers, le Sasse Vaart, ou canal de Sas, connut une navigation intense, mais les guerres de religion y mirent un terme à la fin du XVIe siècle : par le traité de Westphalie, l’Escaut occidental fut attribué définitivement aux Pays-Bas, qui y interdirent toute navigation. Ce n’est qu’en 1827, à l'époque du royaume uni des Pays-Bas, que le canal, totalement envasé, fut réapprofondi et prolongé jusqu’à Terneuzen, prenant alors le nom de canal Gand-Terneuzen.

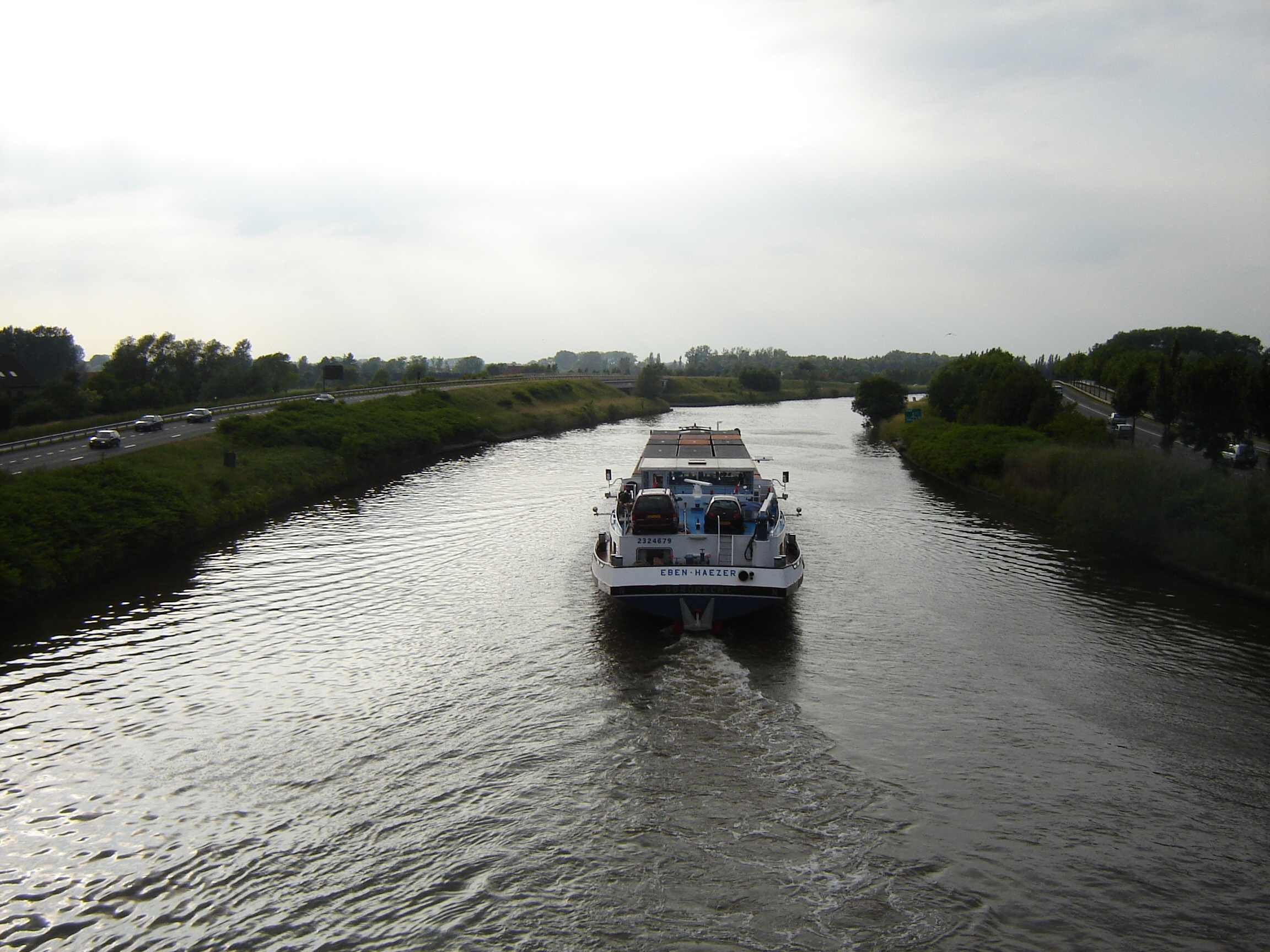
Le Ringvaart à la hauteur de Sint-Pieters-Aaigem.

Le canal de Bruges, creusé entre 1613 et 1623, constitue une autre tentative de relier Gand à la mer. En raison de l’abolition des anciens privilèges commerciaux, il ne connut tout d’abord que peu d’activité. Aujourd’hui, le canal est redevenu un axe important (navigation intérieure seulement), en particulier depuis qu’il a été modernisé et son gabarit augmenté dans les années 1970 et 1980, et permet de gagner Bruges et Ostende, mais également, par le biais du canal de Schipdonk qui le croise à une dizaine de km en aval de Gand, la ville de Courtrai.
Le canal de ceinture (ou canal périphérique, néerl. Ringvaart), dont l’aménagement, commencé en 1950, a été poursuivi pendant 20 ans, décrit un arc de cercle autour de Gand, et permet à des péniches jusqu’à 2 000 tonnes de contourner par l’ouest l’agglomération ; accessoirement, le canal a pour but de réduire le risque d’inondation dans la ville. Il relie entre elles, du nord au sud, tour à tour les voies navigables suivantes : le canal de Terneuzen, le canal de Bruges, la Lys, le court canal de Zwijnaarde, l’Escaut (branche d’amont), puis de nouveau l’Escaut (branche d’aval, ou « Escaut maritime »). Il est envisagé de le rendre apte, à l’horizon 2016, à recevoir des bateaux jusqu’à 4 500 tonnes.

#### Transports urbains
De son ancien réseau de trams, créé en 1898, Gand n’a gardé que 3 lignes ; les autres ont été remplacées dans les années 1970 par des lignes d’autobus et aussi par une ligne de trolleybus (remplacé par un bus en 2009, étant le dernier trolleybus en Belgique). Certains jours de l’année, un bateau appelé Elektroboot fait la navette entre le centre-ville et le faubourg sud.

#### Transport aérien
L'aérodrome le plus proche est celui de la proche commune d'Ursel (code ICAO : EBUL), au nord-ouest de Gand. L'aéroport de Bruxelles-National permet le transport des passagers.

## Architecture

### Style architectural
Gand ayant été l'une des grandes cités flamandes au Moyen Âge et à la Renaissance, et par conséquent l'une des plus grandes villes d'Occident à cette époque, son patrimoine architectural est considérable, il a de plus été en partie restauré et mis en valeur au XIXe siècle et au début du XXe siècle. Gand offre ainsi des panoramas d'une ville historique parmi les plus riches et pittoresques de Belgique, rivalisant avec Bruges. Mais à la différence de cette dernière qui est souvent considérée comme une « belle endormie » médiévale, Gand n'a jamais cessé d'être une ville dynamique au cours de son histoire et elle a ainsi été régulièrement remaniée au fil des siècles. Son patrimoine est principalement composé de grands édifices religieux et civils du Moyen Âge, de vastes demeures médiévales, renaissance et baroques à pignons flamands qui démontrent la richesse commerciale qu'a connu Gand, d'églises baroques, d'hôtels de maître rococo, de bâtiments dix-neuvièmistes (opéra néoclassique, hôtel des postes néogothique, église Sainte-Anne éclectique, Vooruit art nouveau) et aussi de bâtiments modernes. La Lys canalisée qui serpente dans la vieille ville contribue beaucoup à rehausser ce paysage urbain.

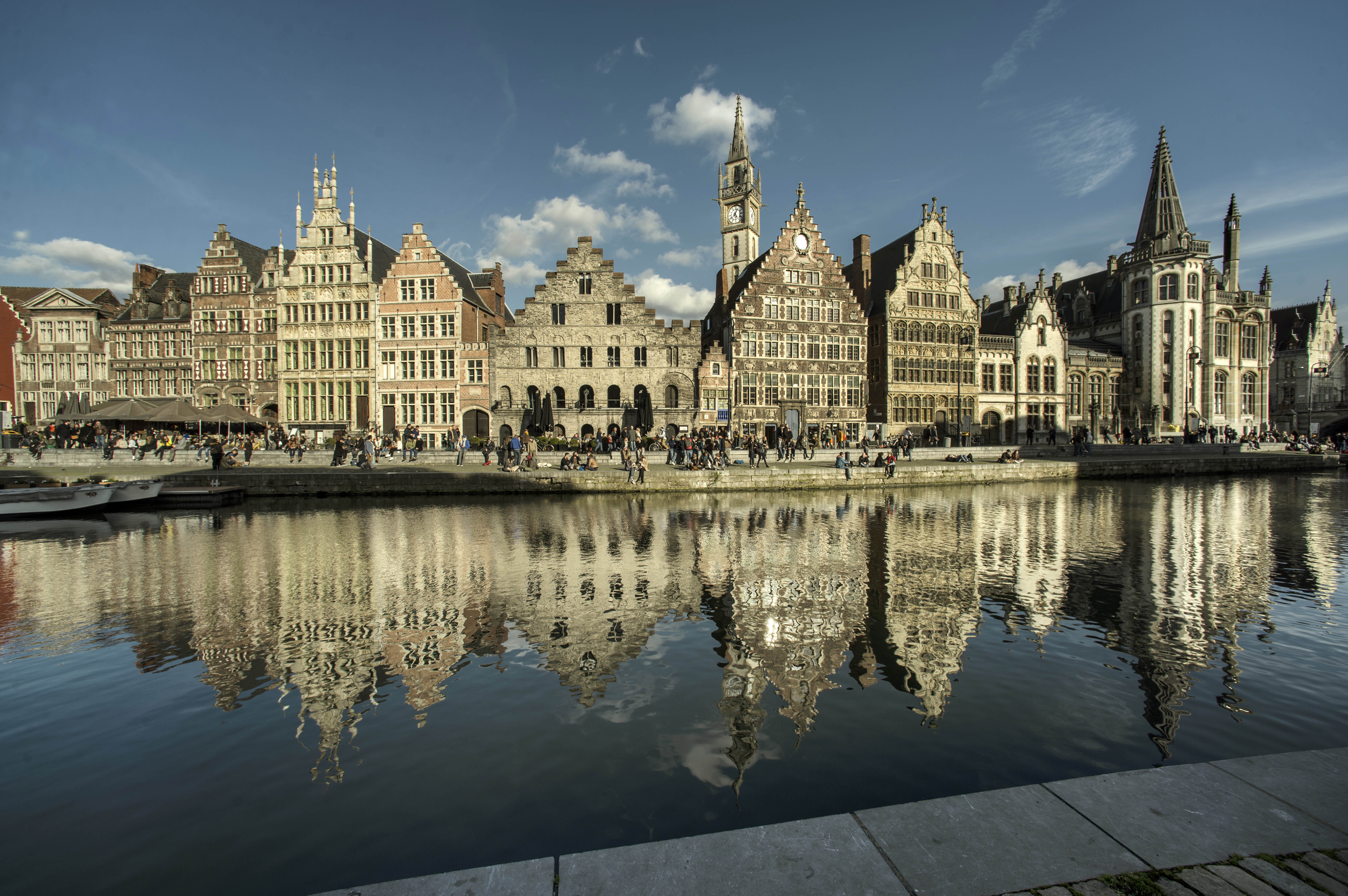
Le Graslei (Quai aux Herbes), le long de la Lys, avec ses riches maisons anciennes qui abritaient des guildes commerçantes.

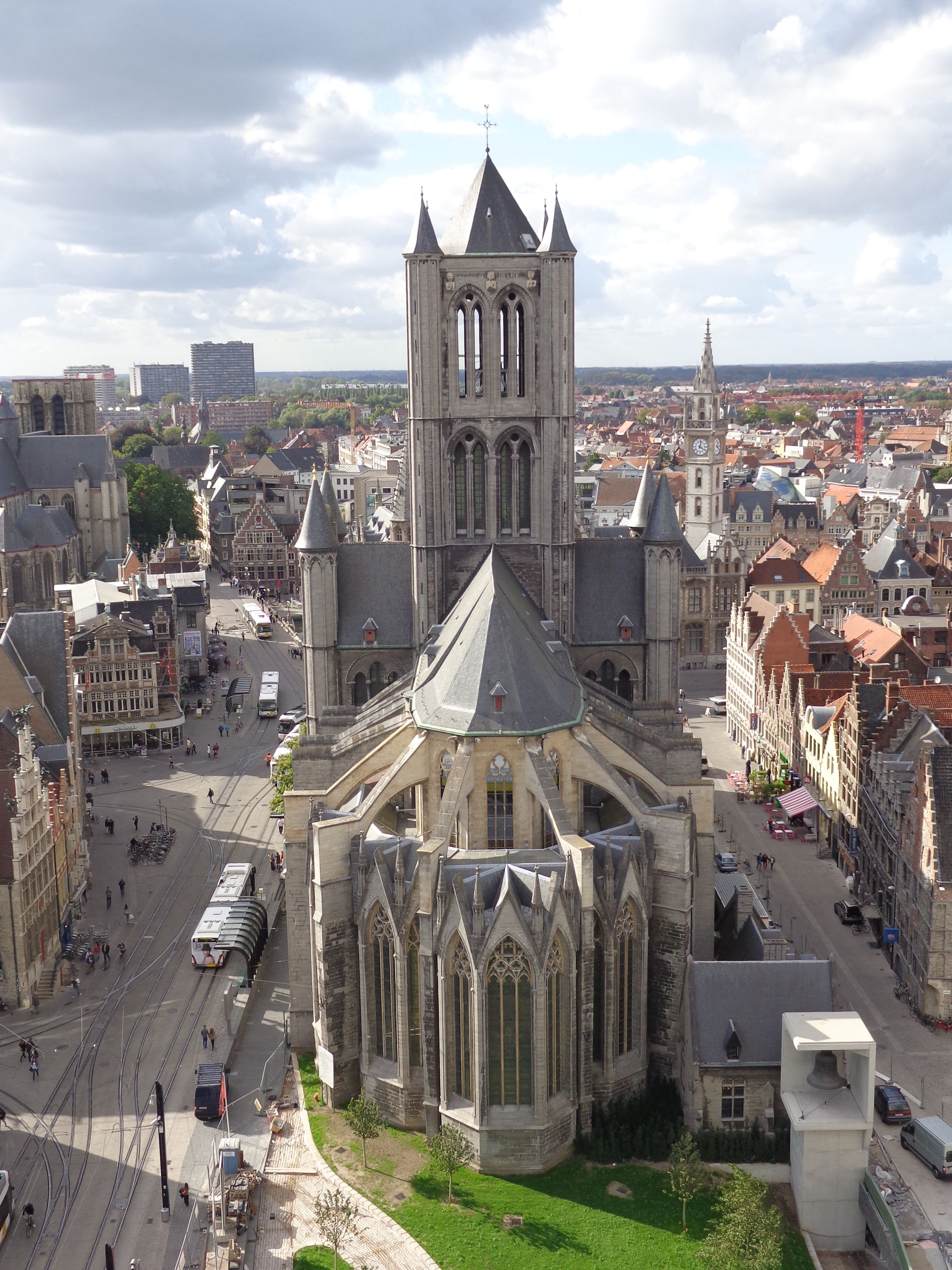
Chevet de l'église Saint-Nicolas avec sa tour lanterne.
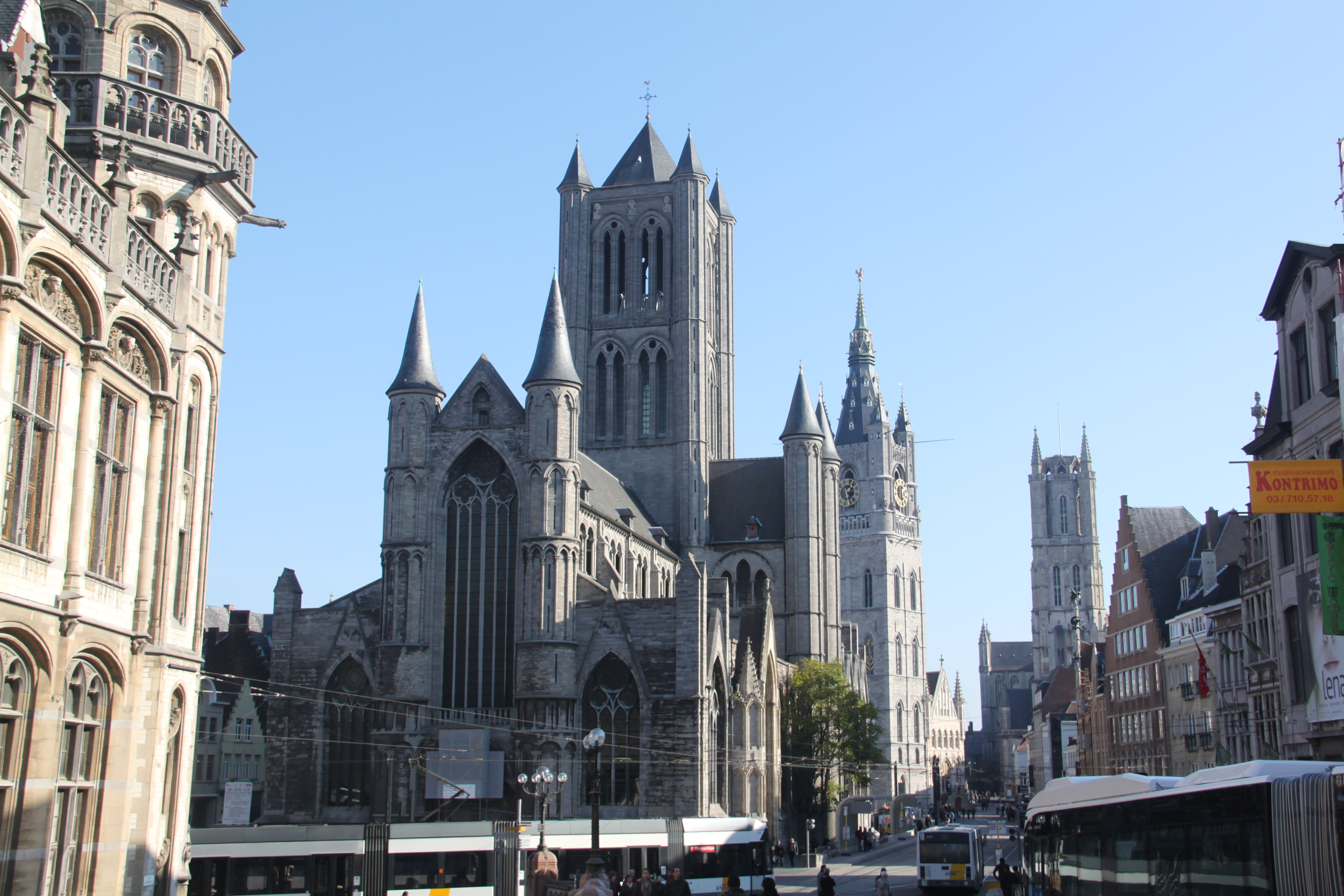
Les trois tours de Gand en enfilade : l'église Saint-Nicolas, le beffroi et la cathédrale Saint-Bavon.
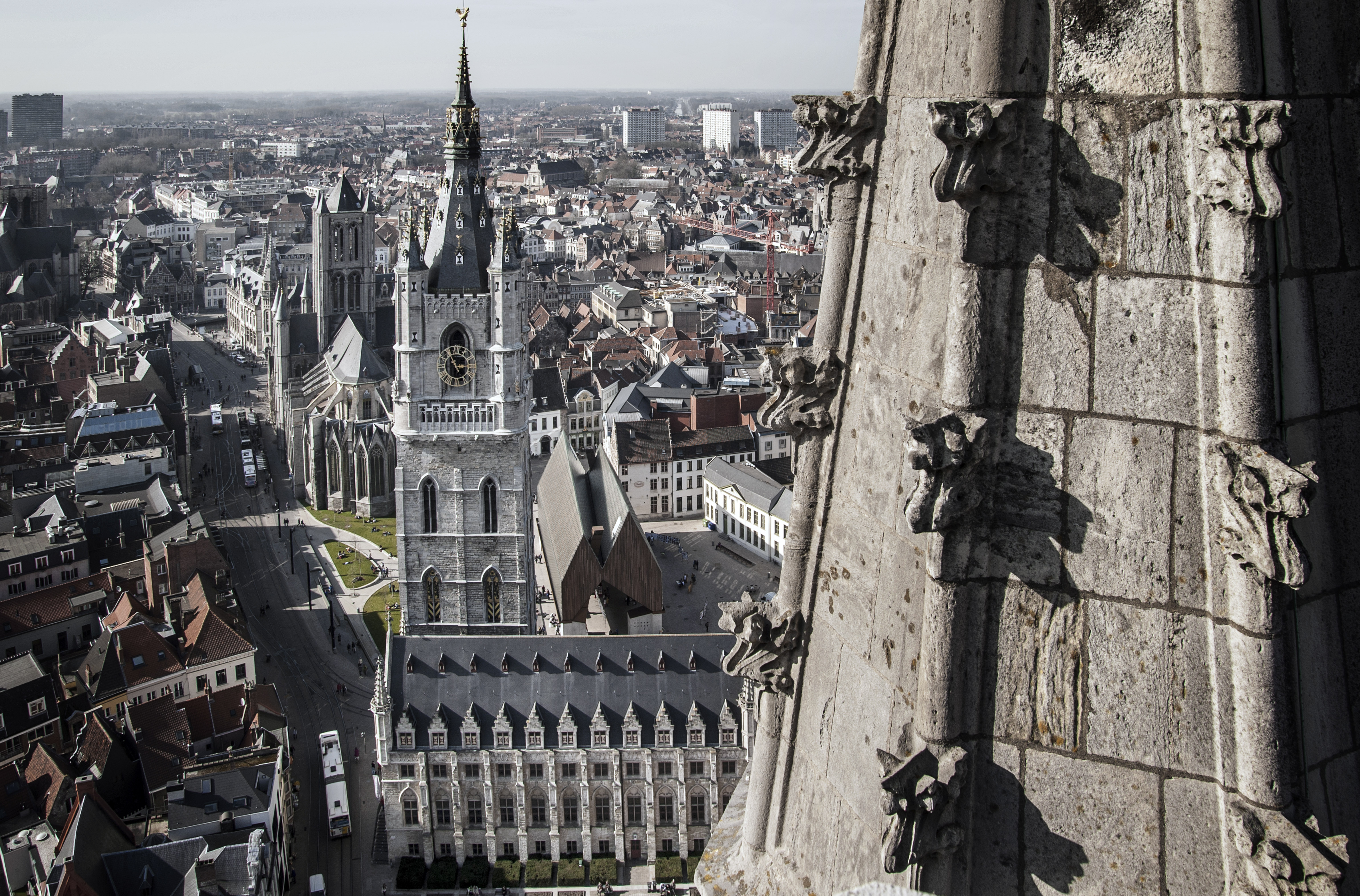
Le beffroi avec la halle aux draps à son pied, vue depuis la tour de la cathédrale.

### Patrimoine architectural

#### Édifices religieux
- Abbaye de Baudeloo : fondée à Sinaai-Waas en 1197, elle émigra pour échapper à l'insécurité des temps et, dès 1259, construisit un refuge à Gand. Par la suite, des bâtiments monastiques et une église furent édifiés autour de ce premier noyau. Les premiers abritent actuellement un établissement d'enseignement tandis que la seconde est occupée par la Bibliothèque de la ville[32].
- Abbaye de La Byloke
- Abbaye Saint-Pierre de Gand
- Abbaye Saint-Bavon
- Béguinages de Gand
- Cathédrale Saint-Bavon de Gand
- Couvent des Carmes de Gand
- Couvent des Carmes déchaux
- Église Sainte-Anne de Gand
- Église Saint-Jacques de Gand
- Église Saint-Michel de Gand
- Église Saint-Nicolas de Gand
- Église Sainte-Colette (nl)
- Palais épiscopal

#### Édifices civils
- Château des comtes de Flandre
- Beffroi de Gand
- Hôtel de ville de Gand
- Graslei
- Château de Gérard le Diable
- Rabot
- Boekentoren
- Couvent des dominicains de Gand
- Grande Boucherie
- Hôtel 't Kindt
- Vooruit
- Halle de Gand
- De Krook
- Hôtel Falligan
- Ancien Palais de Justice
- Maison des Têtes couronnées
- Marché du Vendredi
- Maison de la Corporation des tanneurs
- Maison du Lévrier

#### Galerie

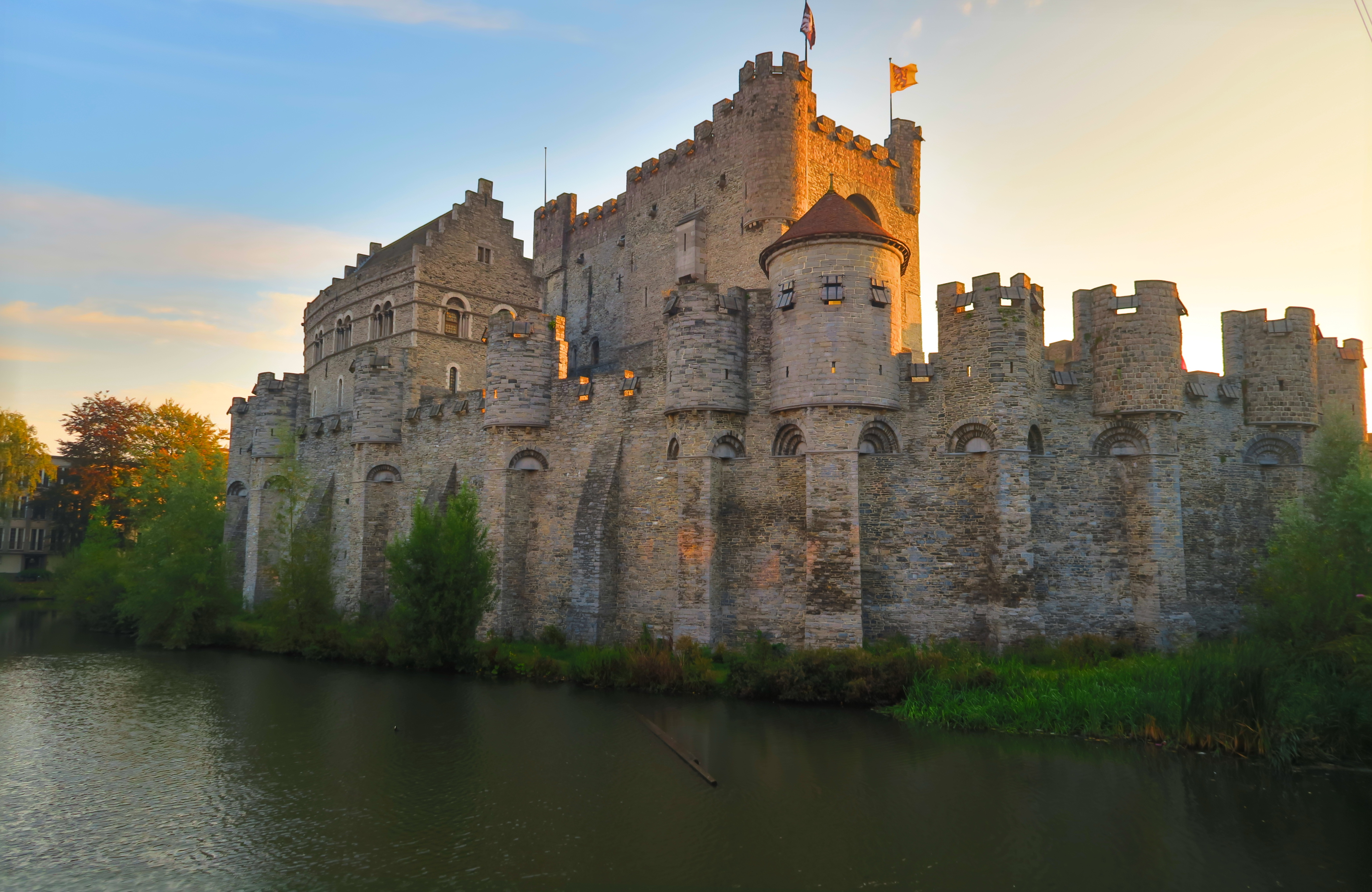
Le château des comtes de Flandre, entouré d'eau, en centre-ville.
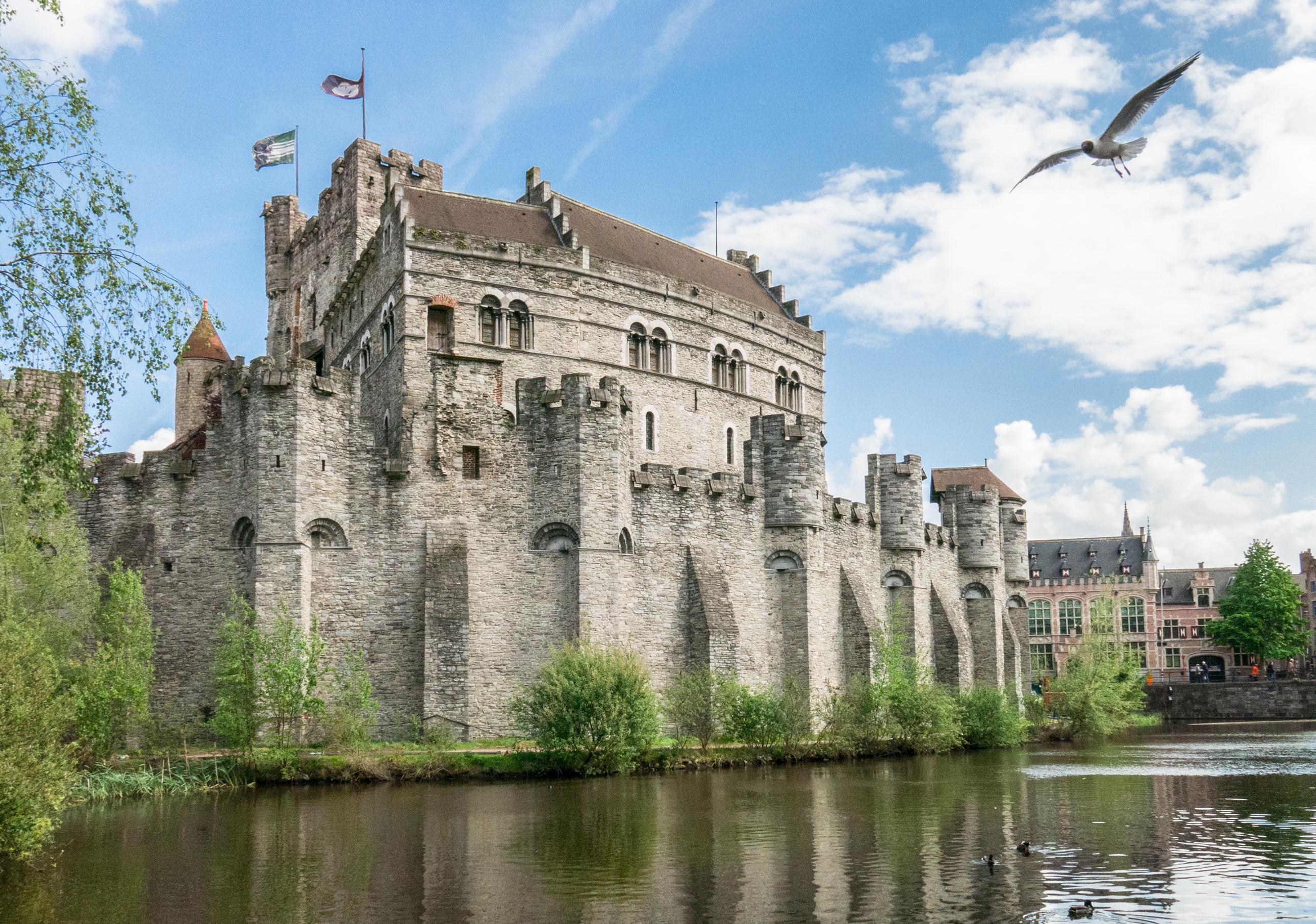
Le château des comtes de Flandre (Gravensteen).
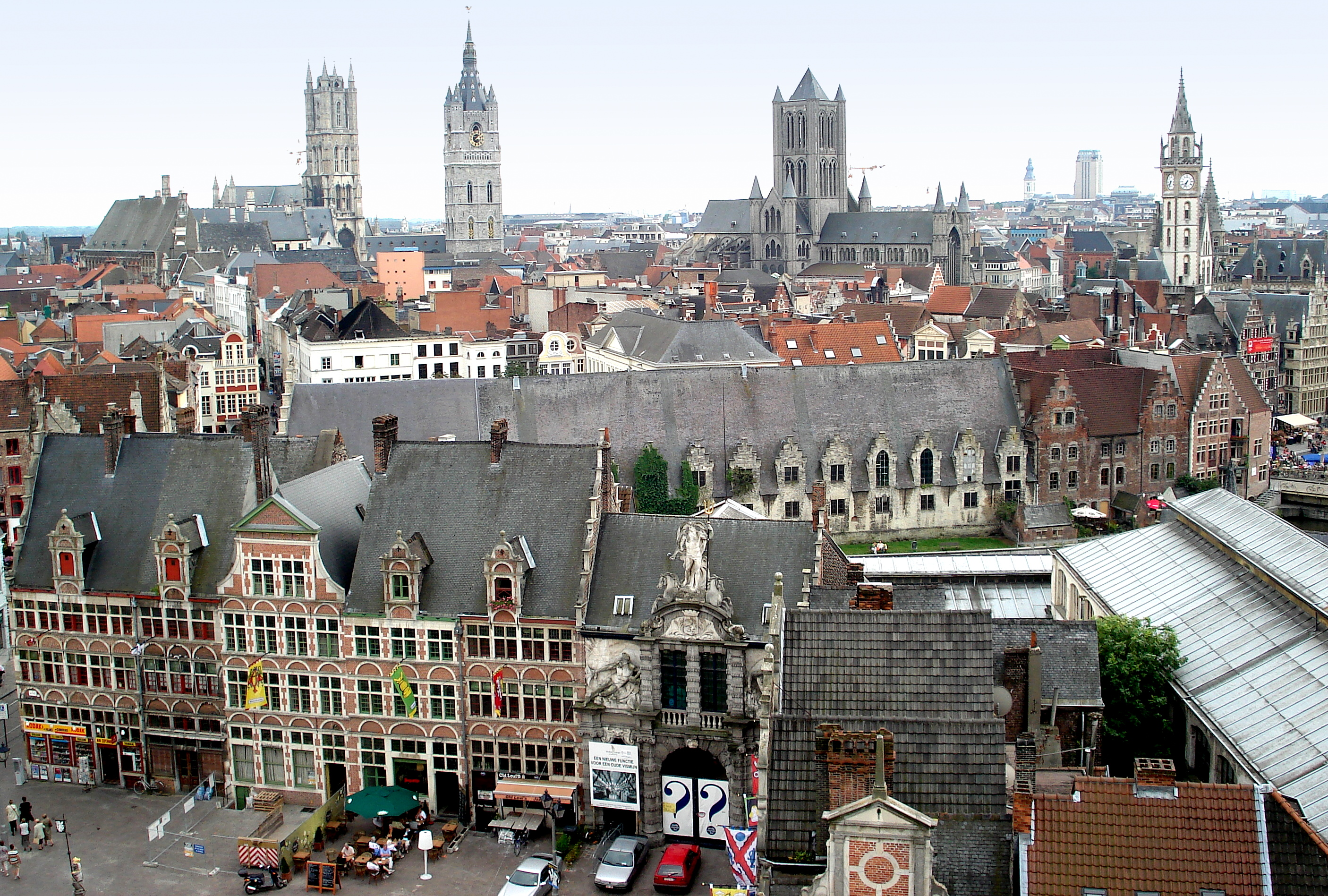
Le vieux Gand, vu du haut du donjon du château.
La Lys, le Graslei et la tour d'horloge de l'hôtel des postes.
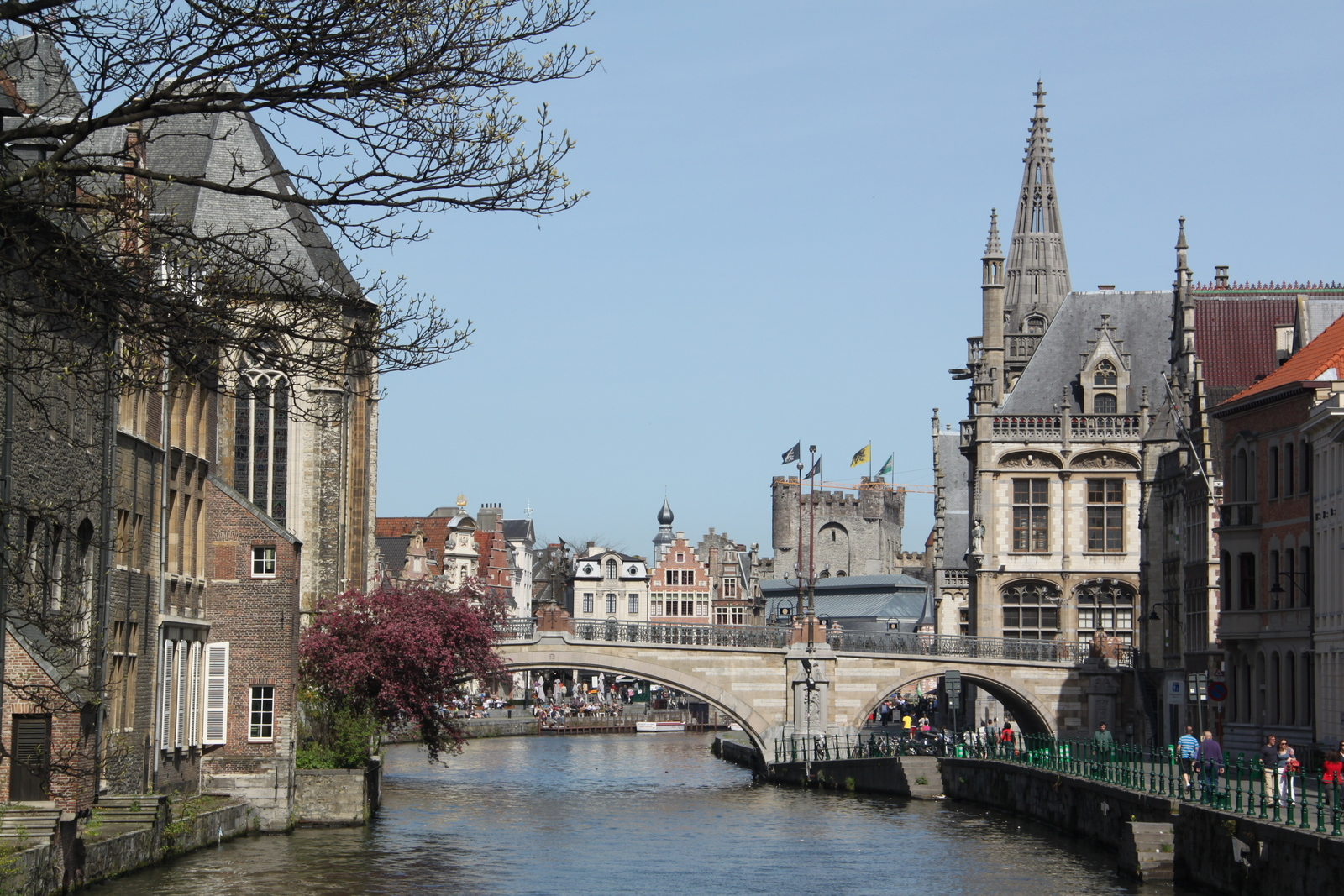
La Lys, le pont Saint-Michel, avec le donjon du château des comtes de Flandre en arrière-plan.
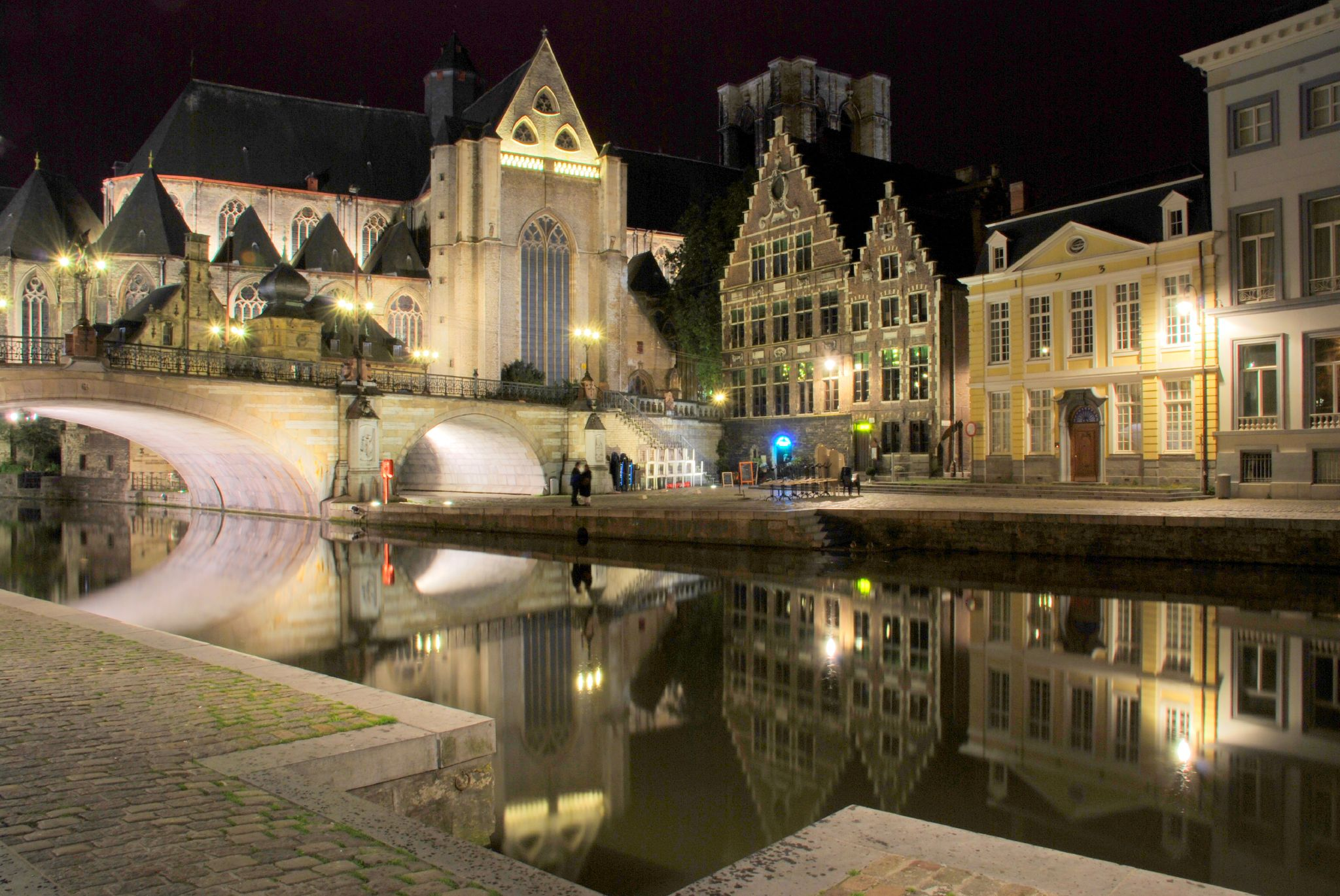
Le pont Saint-Michel avec l'énorme église Saint-Michel.
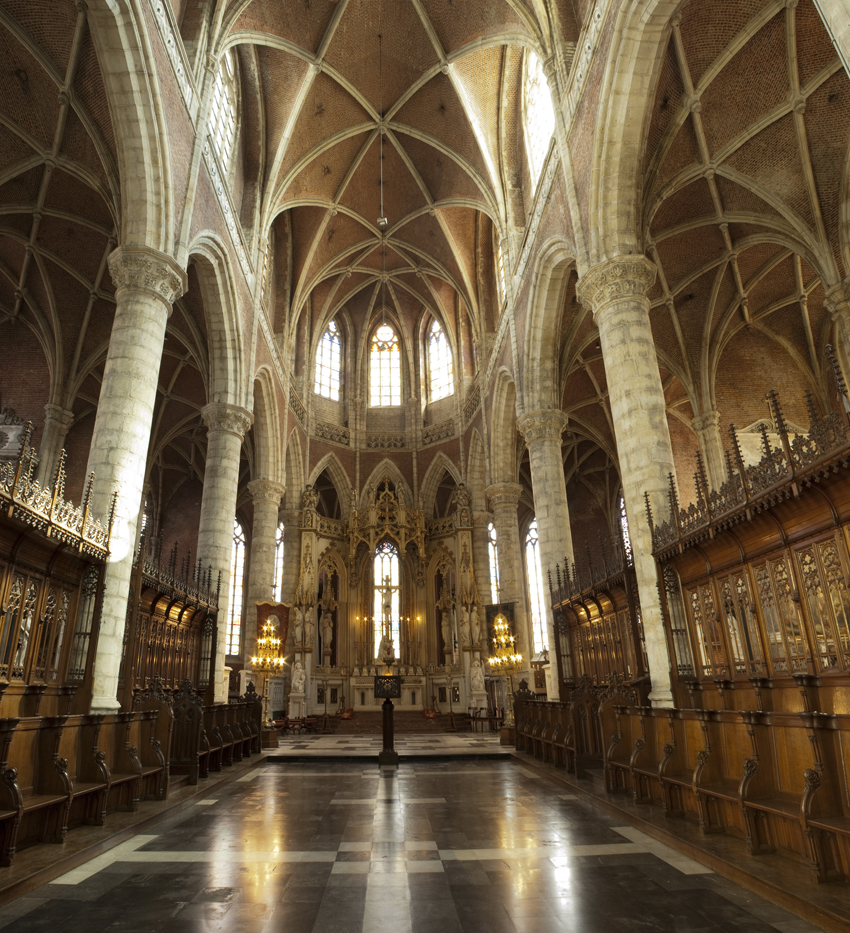
L'intérieur en brique et pierre de l'église Saint-Michel.
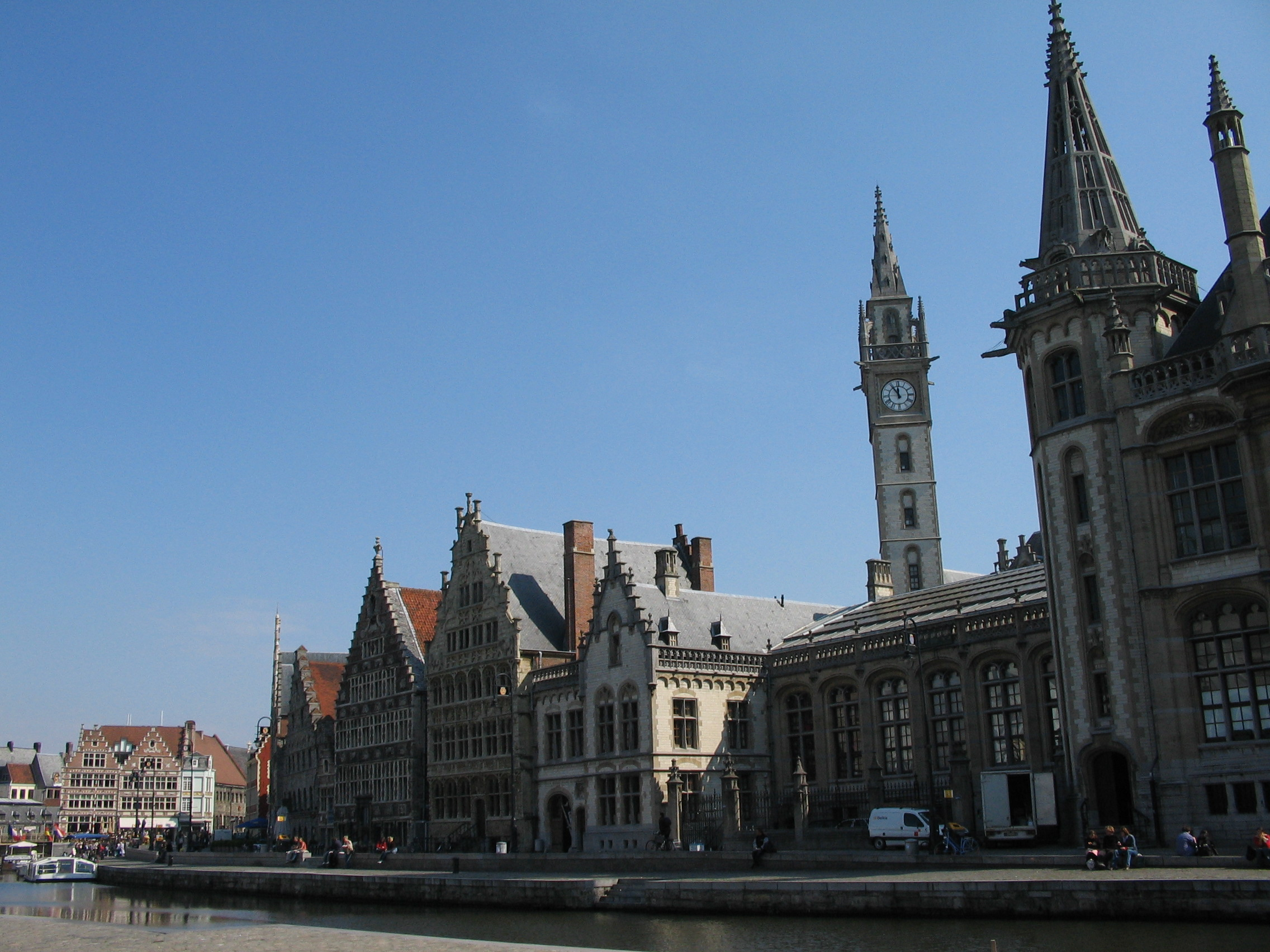
Le quai aux Herbes (Graslei) et la tour d'horloge de l'hôtel des postes.
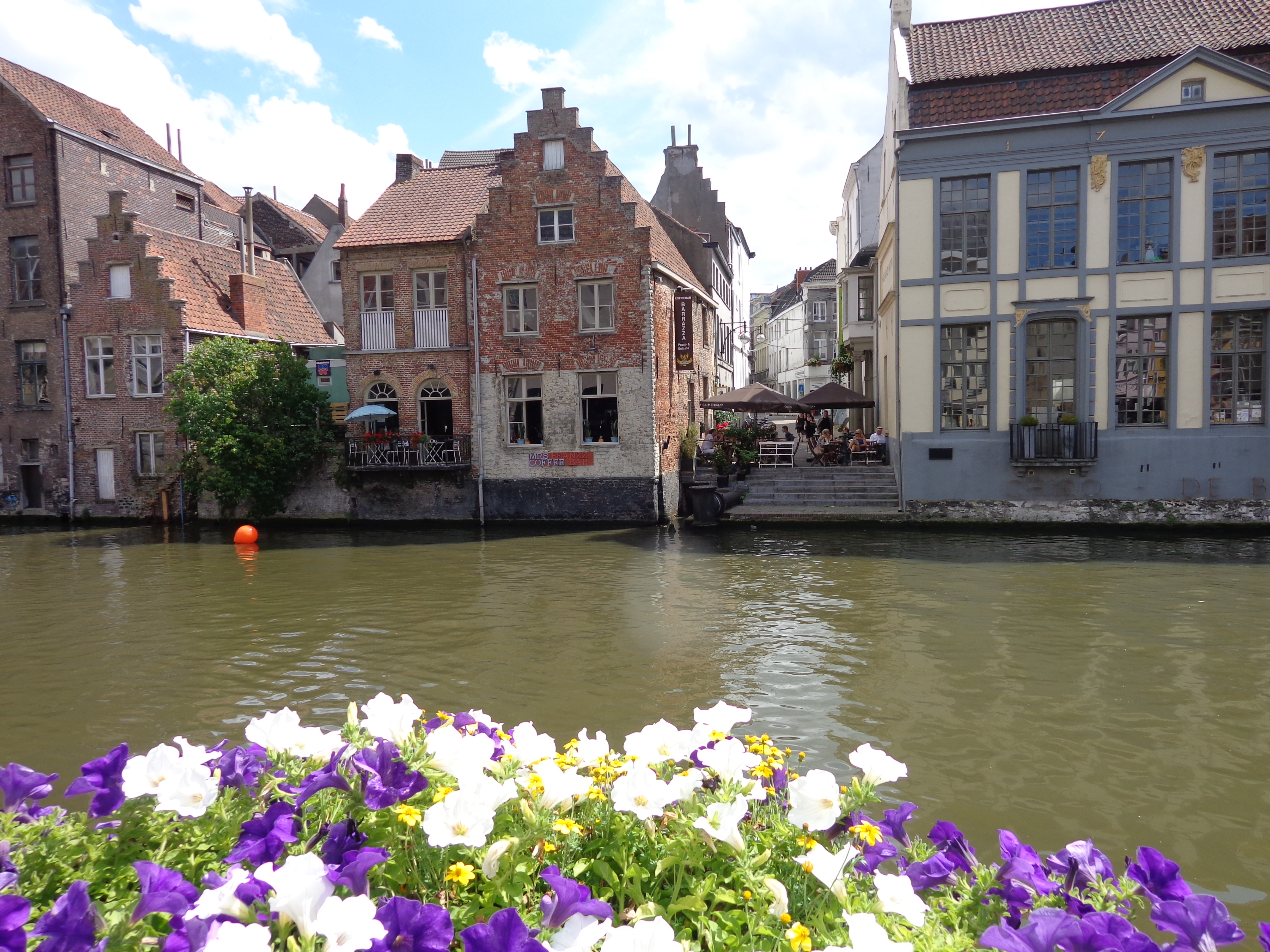
Maisons anciennes au bord de l'eau.
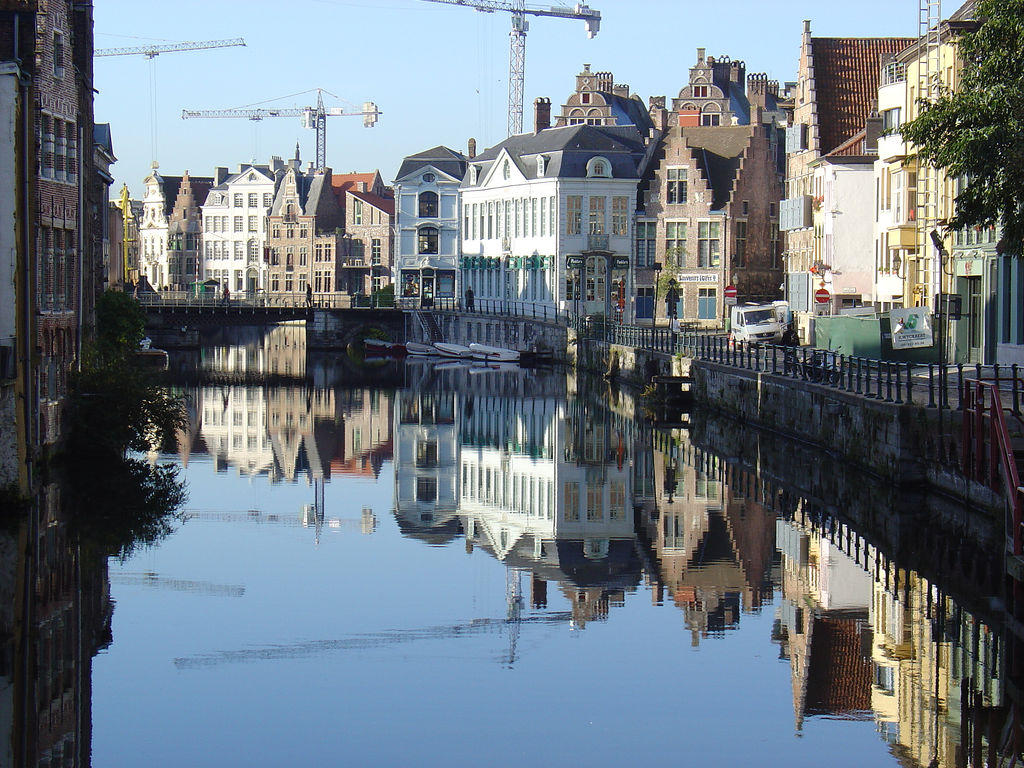
La Lys bordée de maisons anciennes.
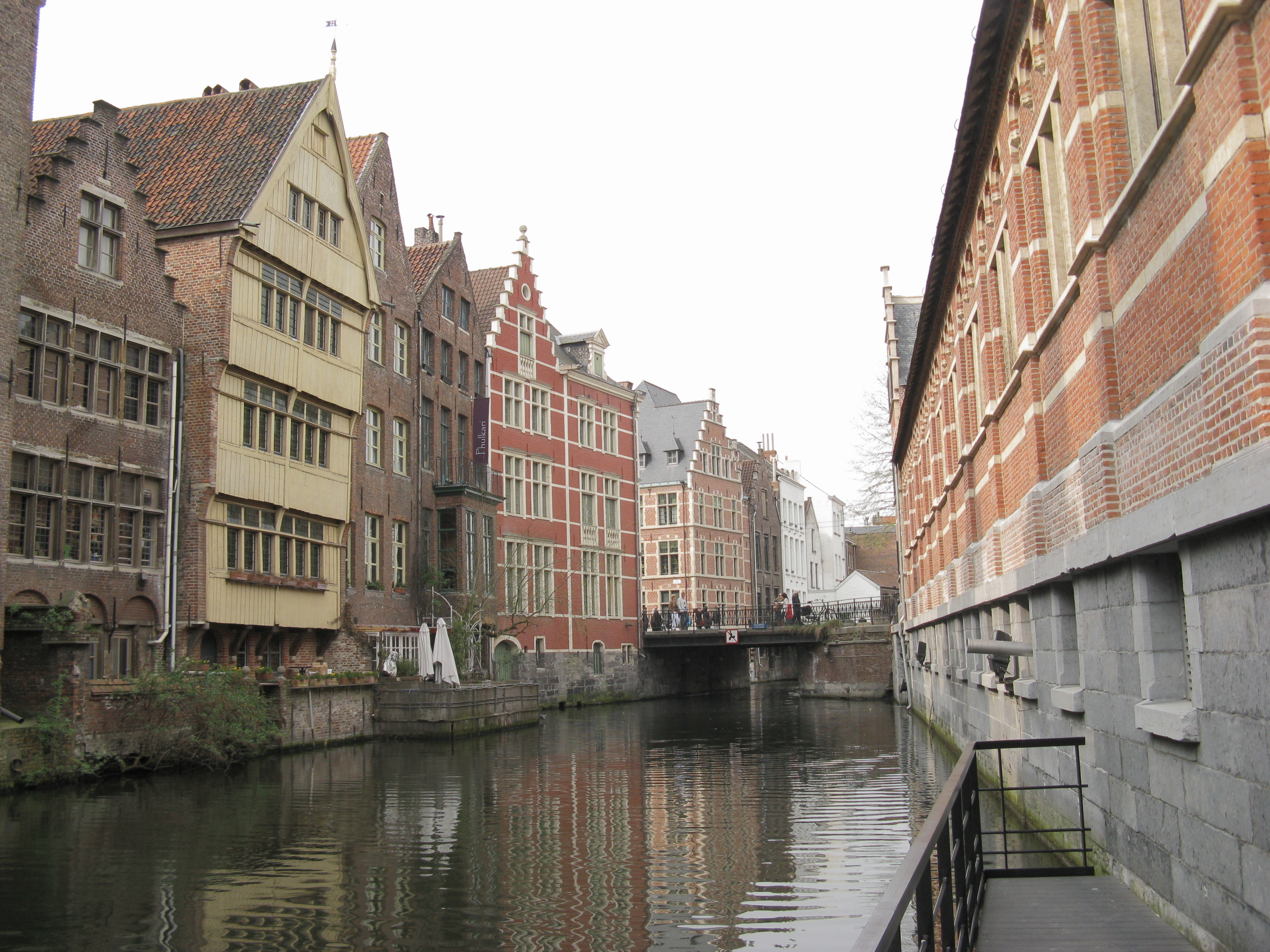
Un chenal annexe bordé de maisons anciennes, non loin du château.
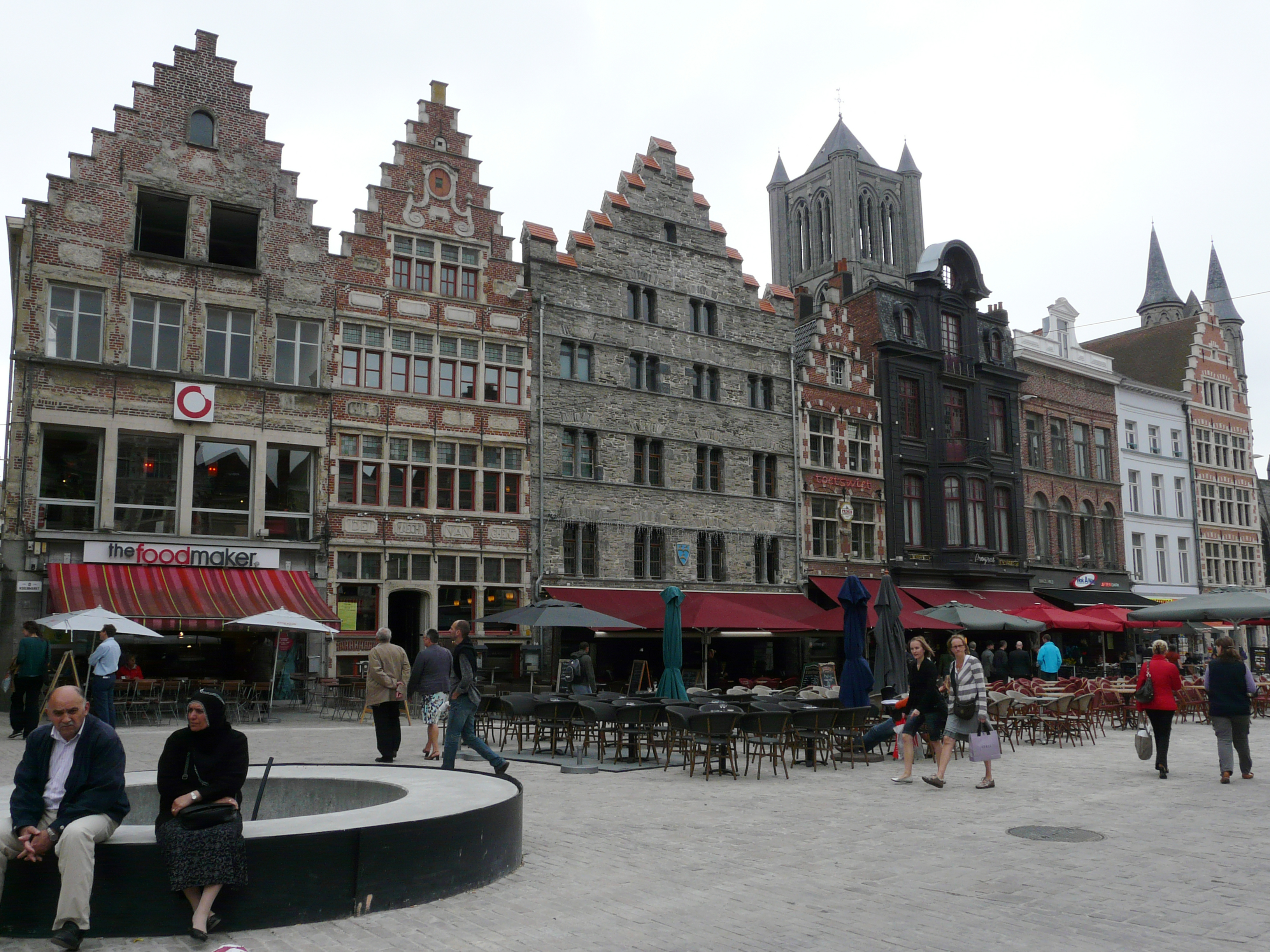
Un rang de maisons anciennes sur la place du Marché aux Grains (Korenmarkt).
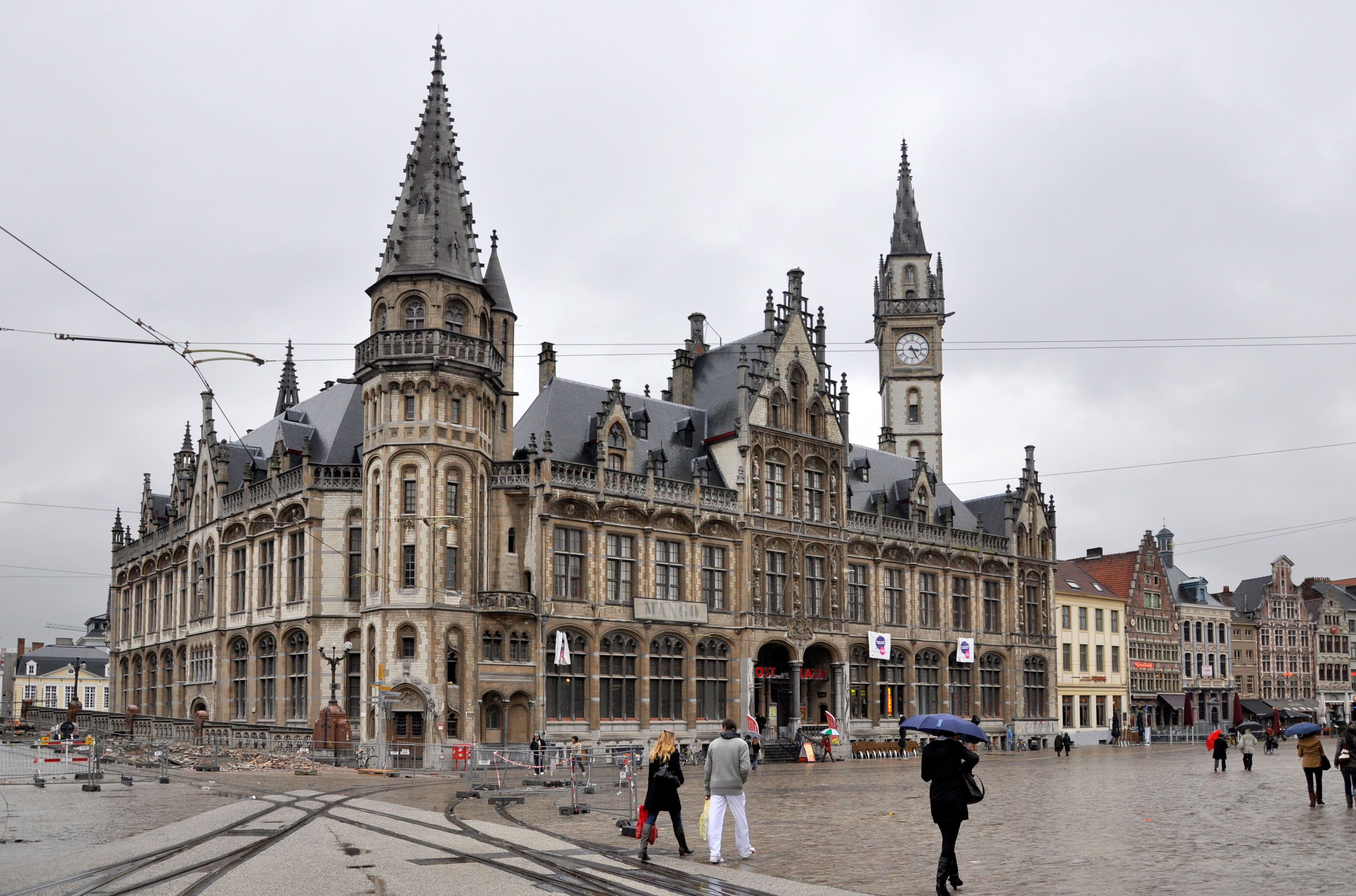
L'hôtel des postes du côté de la place du Marché aux Grains.
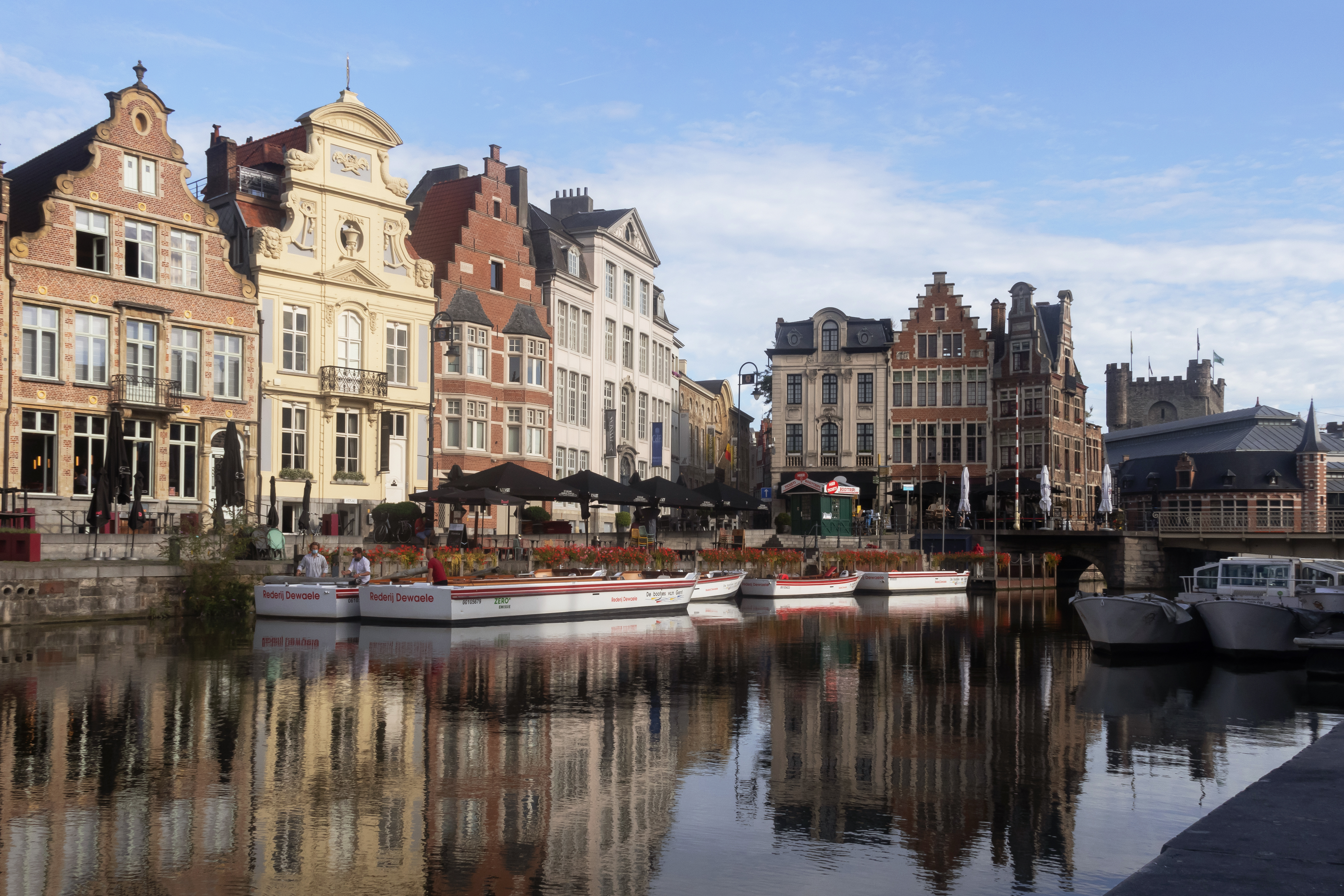
Vue sur le Korenlei
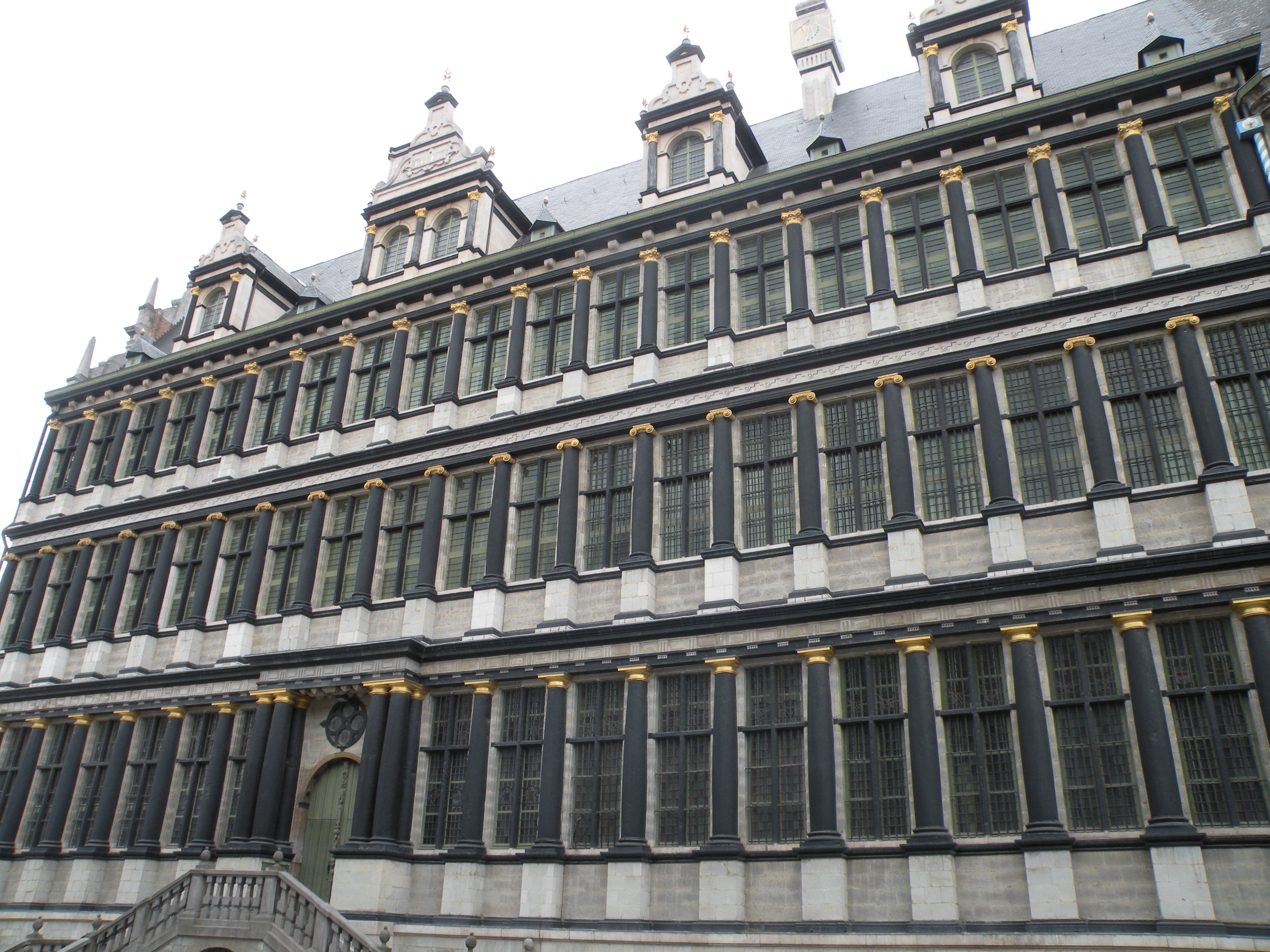
Façade renaissance de l'hôtel de ville de Gand.
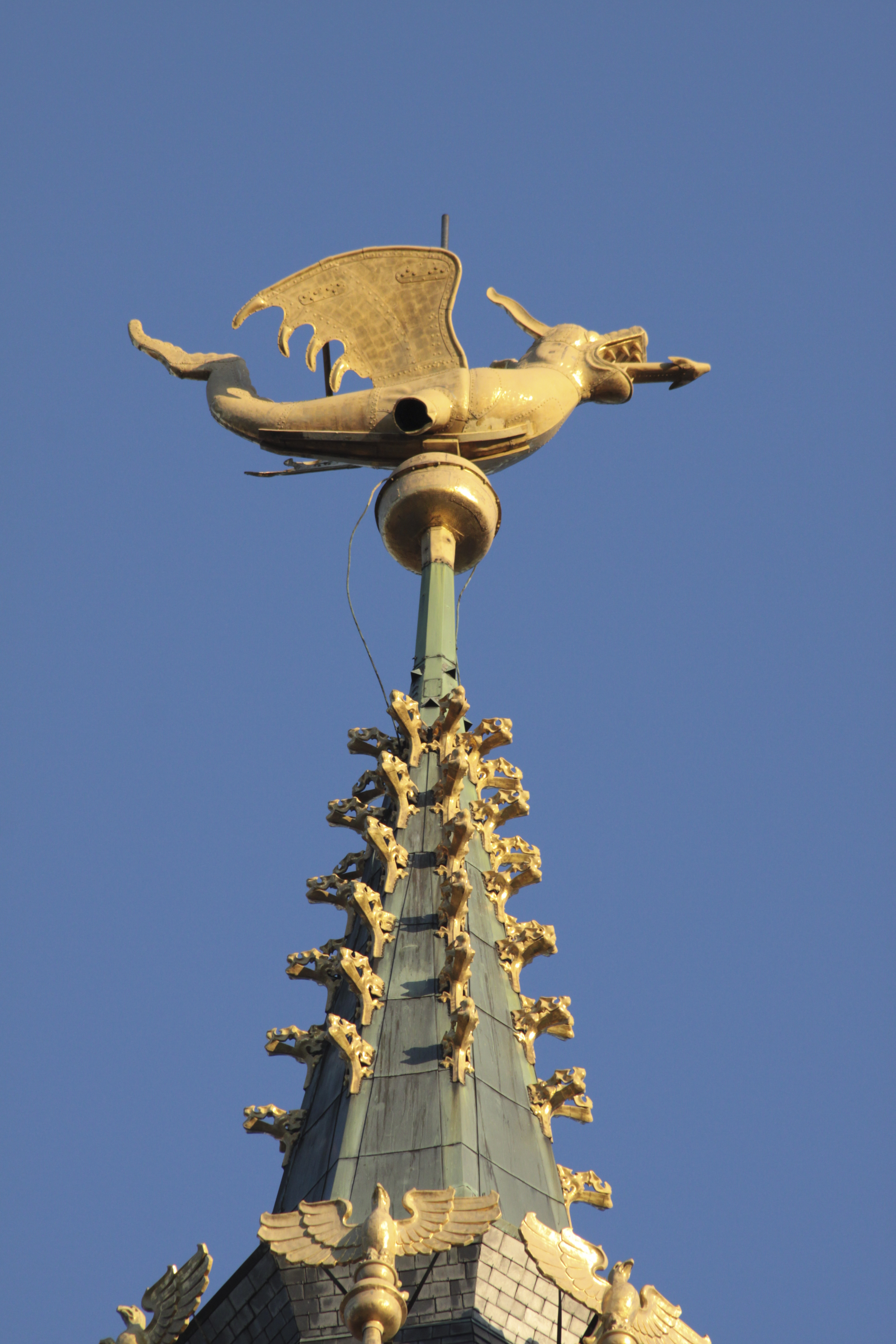
Le dragon en cuivre doré au sommet du beffroi (longueur : 3,55 m).
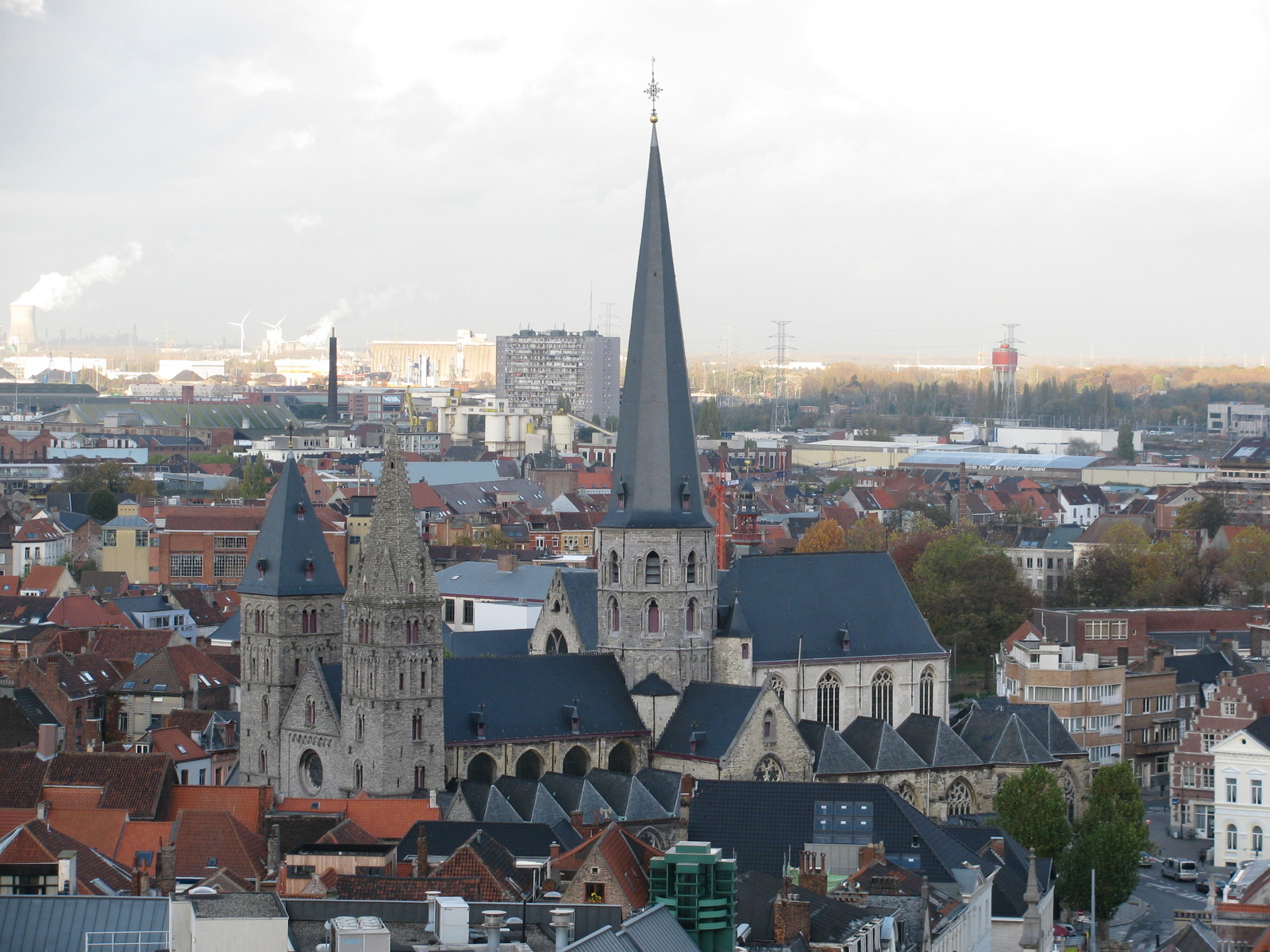
L'église Saint-Jacques.
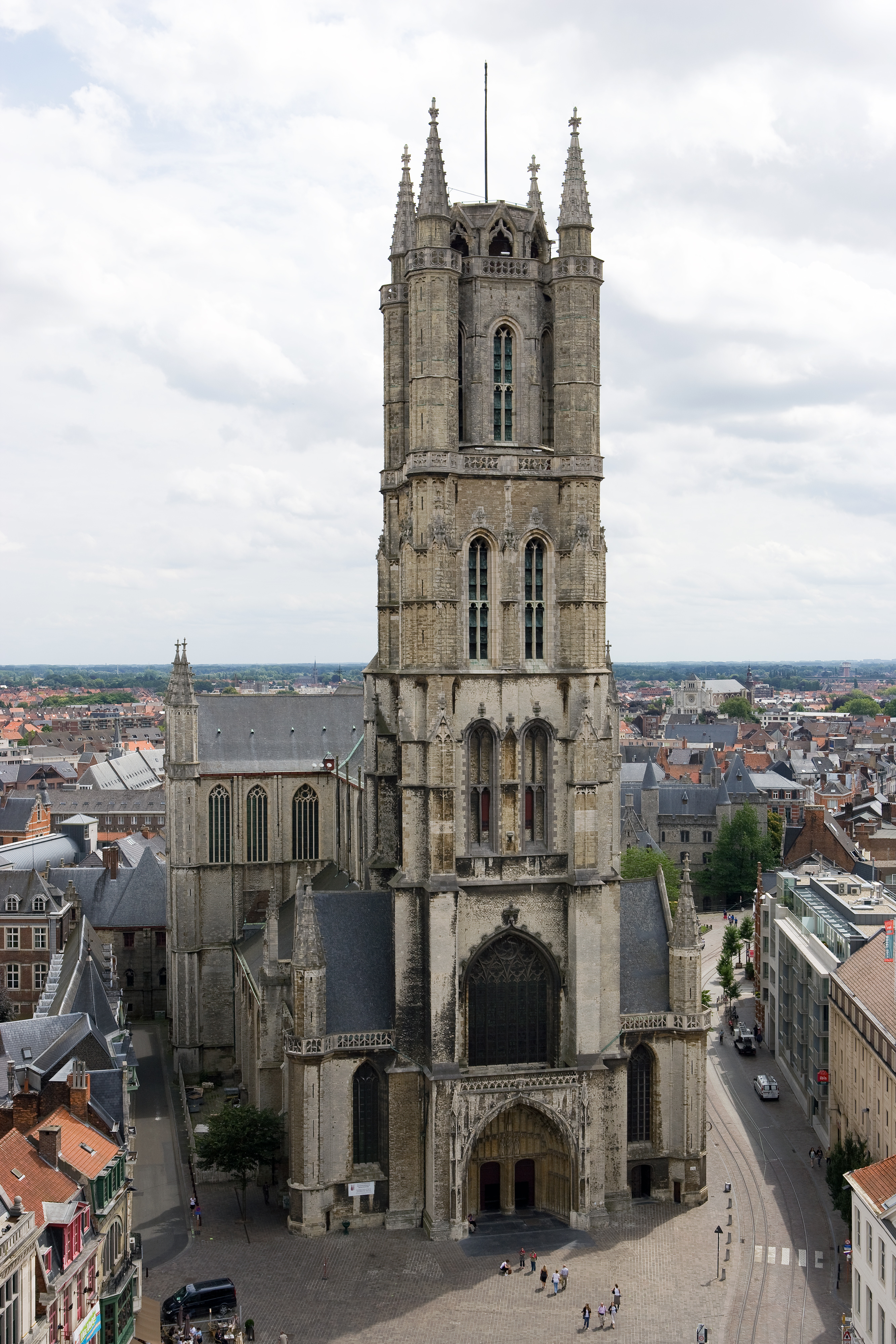
Clocher de la cathédrale Saint-Bavon.
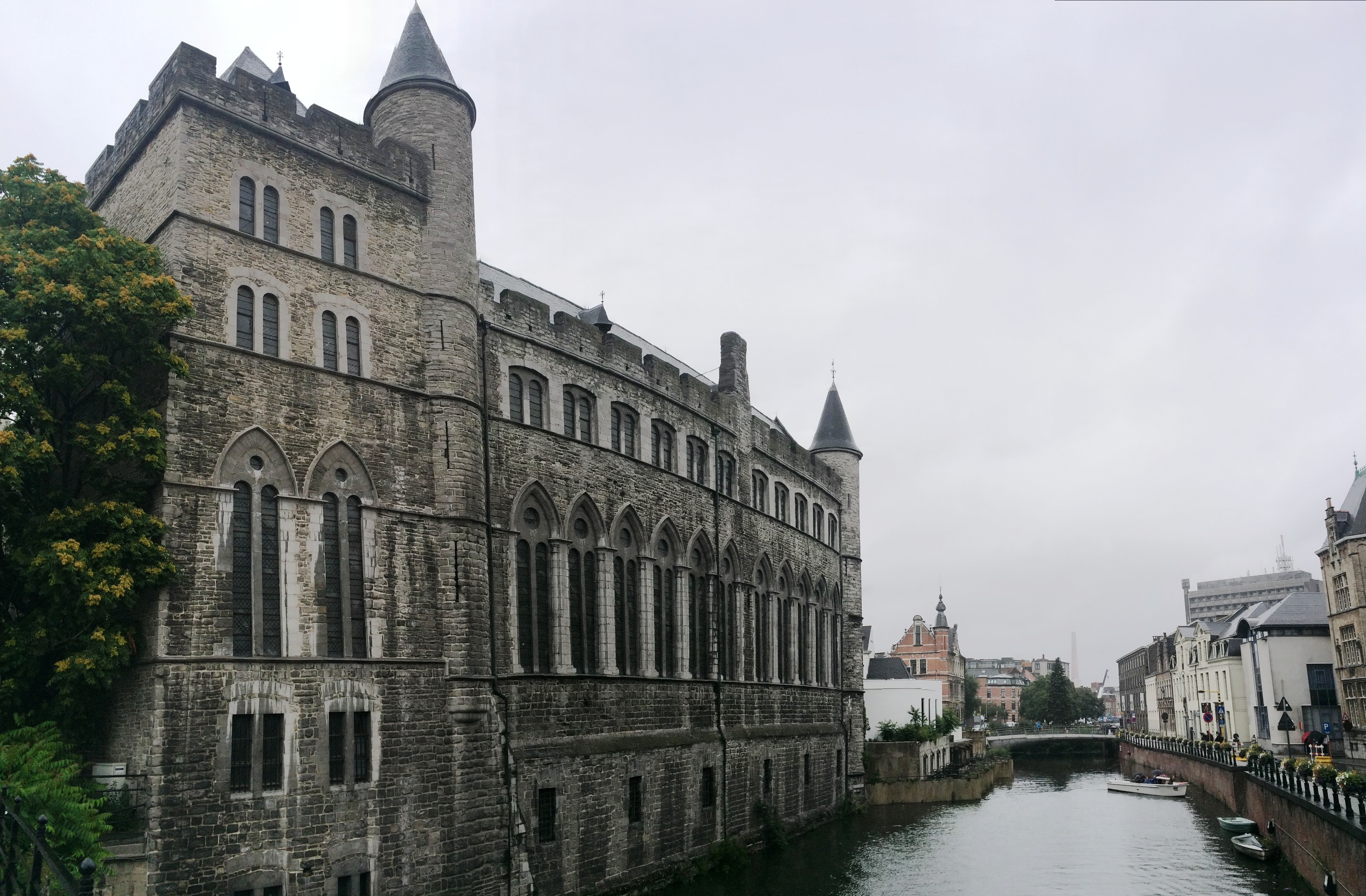
Le château de Gérard le Diable, au bord de l'ancien Escaut.
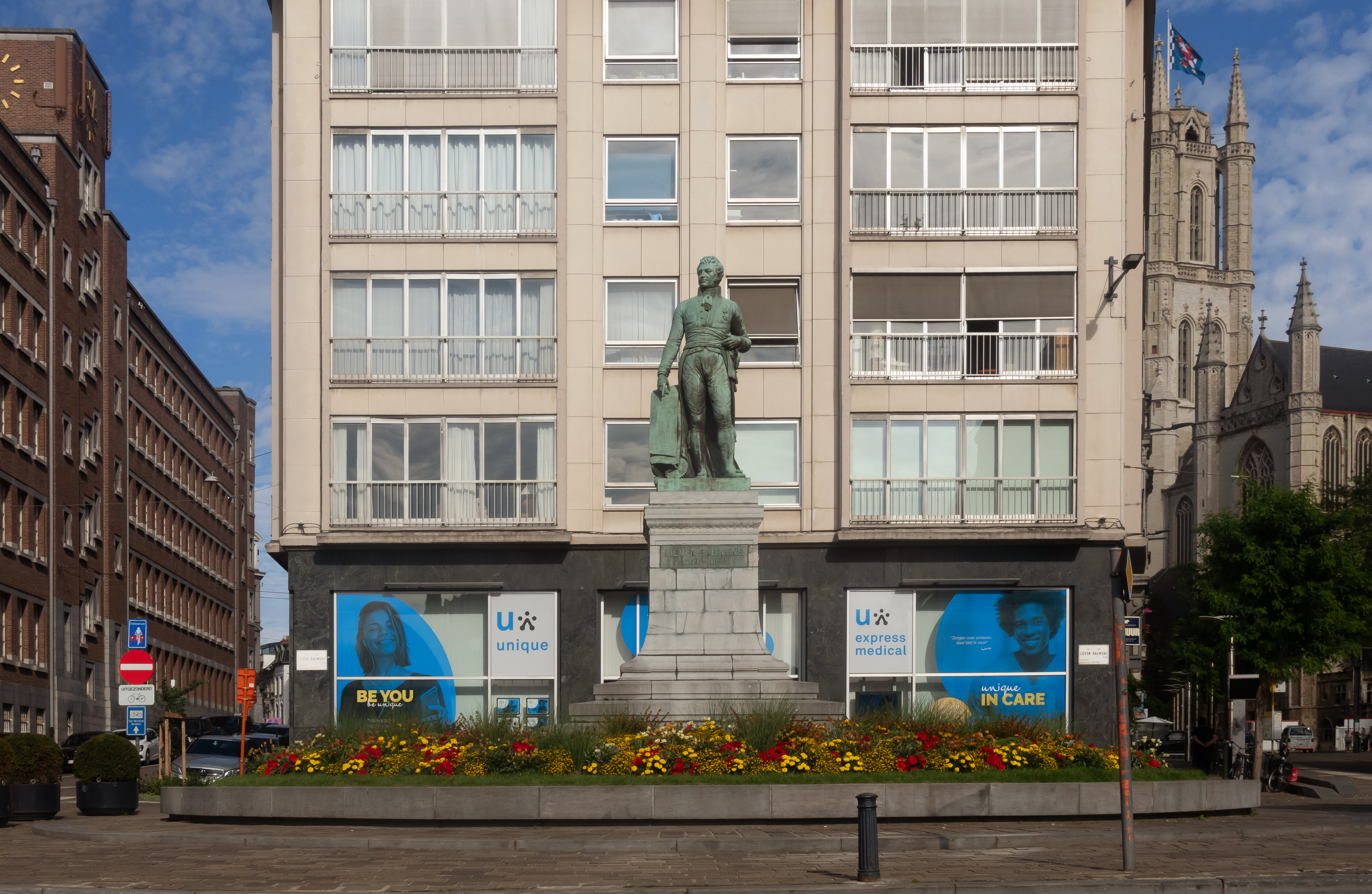
Statue Lieven Bauwens dans la rue

## Culture et patrimoine

### Le retable deL'Agneau mystique

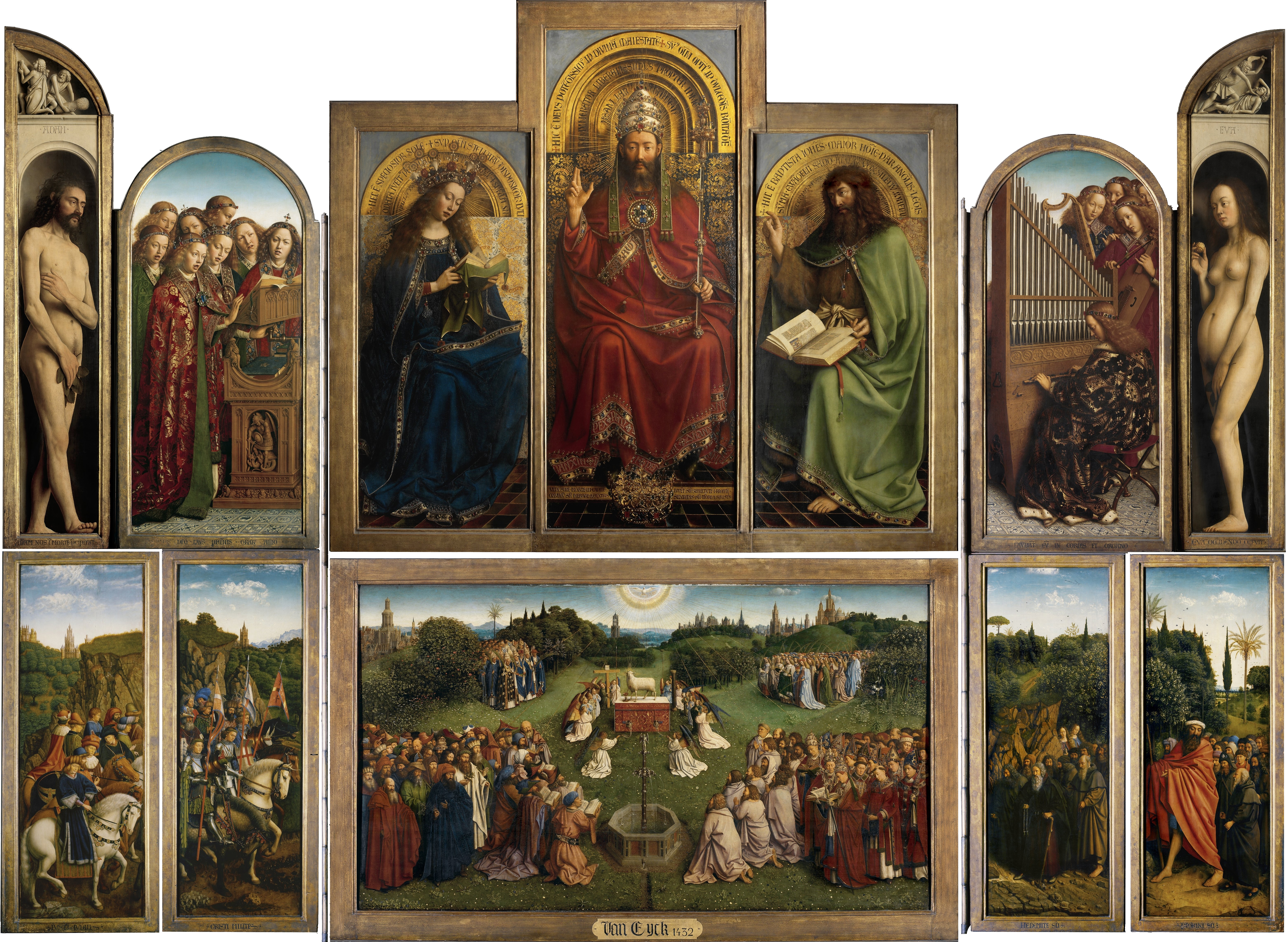
Le retable de L'Agneau mystique, ouvert.

La ville de Gand est connue pour détenir l'une des peintures les plus célèbres au monde : le retable de L'Agneau mystique, appelé aussi retable de Gand, peint par les frères Hubert et Jan van Eyck et achevé en 1432. Ce retable qui appartient au mouvement des Primitifs flamands est considéré comme un chef-d’œuvre fondateur dans l'histoire dans la peinture occidentale, par son réalisme nouveau, l'abondance et la finesse des détails picturaux, et l'utilisation remarquable de la peinture à l'huile. Cette œuvre est classée au patrimoine culturel mondial de l'UNESCO et est exposée dans l'ancien baptistère de la cathédrale Saint-Bavon.

### Gand dans la peinture

Gand par Gustave de Smet
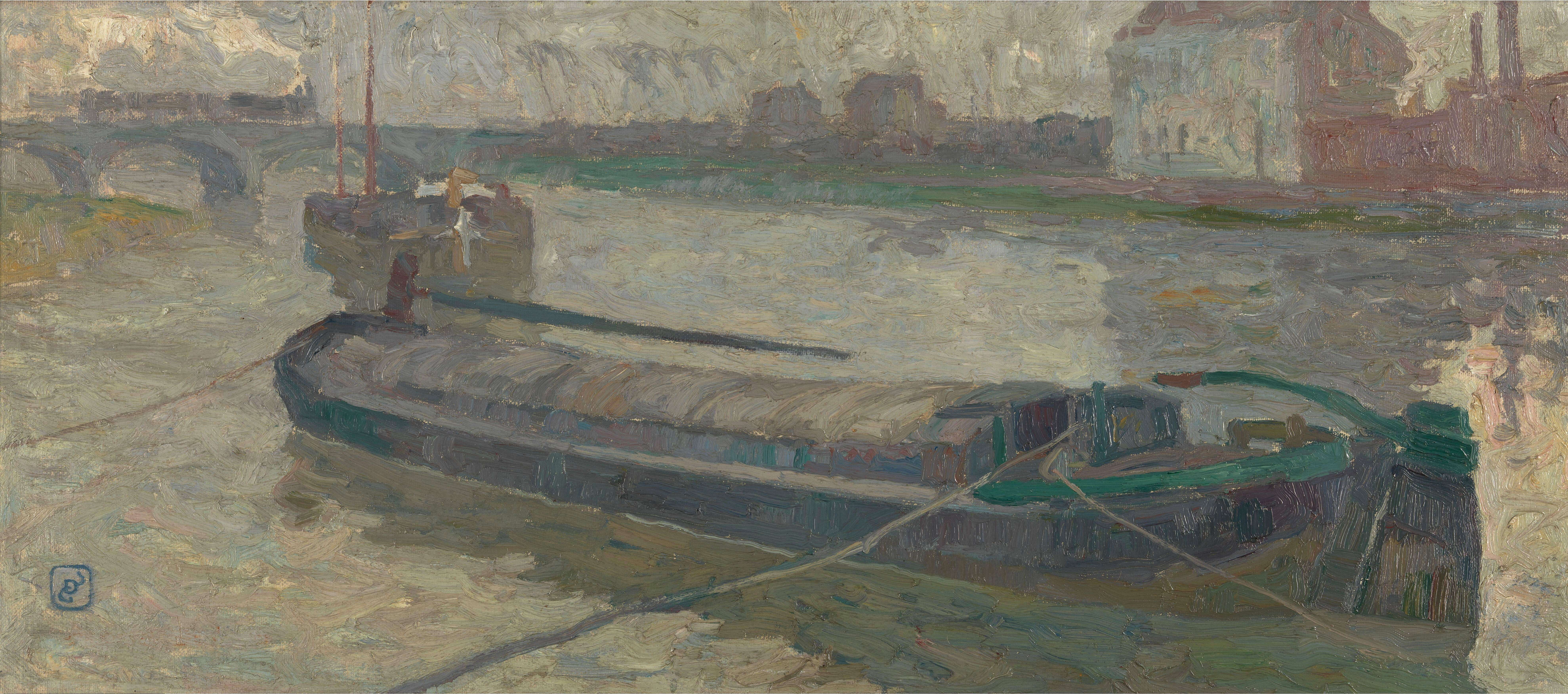
Vue sur le Pont de la Corde à Gand, 1906-1907 Musée des Beaux-Arts de Gand
Kermesse sur la place du Marché-du-Vendredi à Gand, 1907 Musée royal des Beaux-Arts d'Anvers

### Musées
Gand compte de nombreux musées, dont le musée des beaux-arts (museum voor Schone Kunsten) qui expose des peintures de Jérôme Bosch, Jean Fouquet et de nombreux maîtres flamands, le musée municipal d’art actuel (Stedelijk Museum voor Actuele Kunst, S.M.A.K.) qui présentent des œuvres du vingtième siècle, dont Joseph Beuys et Panamarenko. Le Musée municipal d'art actuel de Gand (le SMAK) est surmonté d'une œuvre de Jan Fabre, faisant partie de sa collection permanente, L'Homme qui mesure les nuages. Le musée de la vie populaire (Museum voor Volkskunde, depuis 2000 Huis van Alijn), un ancien béguinage, propose un aperçu de la vie quotidienne du petit peuple en milieu urbain aux alentours de 1900. Il donne également de nombreux spectacles de marionnettes pour enfants. Le Musée d'archéologie industrielle et du textile (Museum voor Industriële Archeologie en Textiel, M.I.A.T.) représente la puissance industrielle de Gand et son évolution au fil des siècles, du XIIIe siècle jusqu'aux temps modernes. Parmi les autres musées, on peut citer le musée du Design (Design Museum Gent), le musée de la Byloke (Oudheidkundig Museum van de Bijloke).

### Monuments

#### Monument à Léopold II
Dans le parc Roi Albert (nl) se trouvait depuis 1928 un buste monumental du roi Léopold II. Objet de nombreuses critiques en raison des exactions commises dans sa colonie privée du Congo, ce buste a été vandalisé en octobre et novembre 2018, et en juillet 2019. Puis, dans le cadre d'un vaste mouvement de décolonisation de l'espace public, des militants ont exigé que la statue soit retirée. Comme première réponse, la ville a d'abord placé un panneau commémoratif près de la statue : « Le conseil municipal regrette les nombreuses victimes congolaises décédées à l'époque de l'État libre ». Le buste a de nouveau été enduit de peinture rouge le 12 juin 2020, et finalement la ville de Gand a décidé, le 18 juin 2020, de faire enlever la statue. Le 30 juin, jour du 60e anniversaire de l'indépendance congolaise, elle procède au déboulonnage du buste de Léopold II sous les applaudissements,. Pour le bourgmestre Mathias De Clercq : « Cela n'efface pas l'histoire ni les problèmes de fond, il y a encore beaucoup de travail à faire. Mais en tant que ville, c'est une première étape importante pour arrêter la glorification et pour que de nombreux concitoyens et compatriotes continuent sobrement ». Le buste a été déplacé au Musée de la ville de Gand (STAM).

### Danse contemporaine
Les Ballets C de la B fondés par le Gantois Alain Platel en 1984 sont situés dans la ville dès leurs débuts. Compagnie de danse contemporaine de renommée internationale, elle accueille en plus de Platel, des chorégraphes importants de la danse flamande tels que Sidi Larbi Cherkaoui et Koen Augustijnen.

### Art lyrique
L’opéra de Gand fait aujourd’hui partie intégrante, avec l’opéra d’Anvers, du Vlaamse Opera (litt. Opéra flamand), institution publique flamande créée en 1996 pour remplacer Opera voor Vlaanderen, lui-même issu de la fusion, décidée en 1981, des deux opéras que comptait alors la Flandre, Anvers et Gand. En effet, Opera voor Vlaanderen ayant eu à souffrir de graves problèmes financiers, et aussi à la suite d'un rapport faisant état de mauvaise gestion, cette institution fut dissoute en 1987 et remplacée par une ASBL Vlaamse Operastichting (litt. Fondation flamande d’opéra), relayée à son tour par la structure actuelle, qui fut dotée de la personnalité juridique, jugée plus adaptée.
Le tout premier opéra gantois, construit en 1698 sur la place d’Armes, et inauguré par une représentation de Thésée de Jean-Baptiste Lully, fut détruit par un incendie en 1715. Le théâtre Saint-Sébastien, édifié à sa place en 1737, fut démoli un siècle plus tard pour faire place à l’édifice actuel, appelé Grand Théâtre de la Ville de Gand ; celui-ci, conçu pour recevoir des représentations d’opéra, fut érigé entre 1837-1840 en style néoclassique et néorenaissance par l’architecte Louis Roelandt, alors architecte attitré de la municipalité gantoise. Derrière la façade de 90 mètres, coupée en son centre par un avant-corps ovale, se trouvent, outre la salle de spectacle elle-même, remarquable par sa coupole et sa dominante verticale, trois salles d’apparat en enfilade, richement décorées par les décorateurs parisiens Philastre et Cambon. En dépit de quelques modifications et transformations, somme toute mineures, et grâce à des restaurations respectueuses (de 1989 à 1993, et de 2000 à 2002) l’opéra de Gand a su garder son caractère d’authenticité et représente un spécimen assez caractéristique, et fort bien préservé, d’un théâtre « français » de la première moitié du XIXe siècle.
Les spectacles mis à l’affiche de l’opéra de Gand attestent de la volonté du Vlaamse Opera de sortir des sentiers battus et de s’engager (conformément aux missions que lui avait confiées, par décret de 1995, l’autorité flamande) dans des coopérations nationales et internationales. Parmi les productions marquantes de ces dernières années, citons : Le Grand Macabre (2000), sur une musique de György Ligeti, inspiré par le théâtre de Michel de Ghelderode, né d’une coproduction avec le Niedersächsisches Staatstheater de Hanovre ; Katia Kabanova (2004), de Leos Janacek ; et la Flûte enchantée (2006), version néerlandophone à l’intention des enfants, conçue par Waut Koeken.

### Personnalités liées à la commune

#### Personnalités nées à Gand
par ordre alphabétique :

(pour une liste détaillée et structurée voir sur Wikipédia en néerlandais : lijst van Gentenaars (nl)
- Alexandre Agricola (1445-1506), compositeur de l'école franco-flamande.
- Vina Bovy (1900-1983), cantatrice.
- Georges Chastelain (1405-1475), poète, littérateur, chroniqueur et historiographe des ducs de Bourgogne.
- Maximilien Vilain de Gand (1530-1583) gouverneur de la Flandre française, gouverneur d'Artois
- Norbert Van Aken (1767-1832), homme politique.
- Josse Boutmy (1697-1779), compositeur, organiste et claveciniste.
- Karel Broeckaert (1767-1826), homme de lettres et journaliste.
- François Van der Burch (1567-1644) évêque de Gand, archevêque de Cambrai.
- Jean-Baptiste Camberlyn (1772-1834), poète latin.
- Martin Jean François de Carrion de Loscondes (1762-1824), militaire français.
- Charles Quint (1500-1558), empereur du Saint-Empire romain germanique.
- Theophiel Coopman (1852-1915), poète et dramaturge.
- Émilie Claeys (1855-1943), suffragette
- Céline Dangotte (1883-1975), entrepreneure, pédagogue et féministe
- Willy De Clercq (1927-2011), homme politique.
- Pierre Degeyter (1848-1932), ouvrier et musicien.
- Justus de Harduwijn (1582-1636), prêtre et poète.
- Gilles De Haes (ou Hase) (1596-1659), généralissime de l'armée vénitienne.
- Josse Delehaye (1800-1888), homme politique.
- Joseph-Sébastien-Ghislain della Faille d'Assenede (1756-1830), homme politique belge.
- Jean de Gand (1340-1399), duc de Lancastre.
- Roza de Guchtenaere (1875-1942), femme politique et féministe
- Pierre-George de Meulenaëre (1751-1825), homme politique.
- Caroline De Mulder (1976-), écrivaine.
- Paul de Smet de Naeyer (1843-1913), ministre.
- Bertha De Vriese (1877-1958), femme médecin et chercheuse, première femme diplômée en médecine de l'Université de Gand
- Charlotte de Witte (1992-), DJ
- Denise De Weerdt (1930-2015), historienne
- Lucas D'Heere (1534-1584), peintre et écrivain
- Diane Drory (1945-), psychologue, auteure.
- Charles Doudelet (1861-1938), peintre et graveur.
- Jacques-Jean Dutry (1746-1825), architecte.
- Ferdinand Elbers (1862-1943), syndicaliste et homme politique.
- Julien t' Felt (1874-1933), peintre et illustrateur belge.
- Josse Fermondt (1722-1800), architecte.
- Matthew Gilmore (1972-), coureur cycliste.
- Édouard Emmanuel Grenier (1795-1870), homme politique.
- Paul Guermonprez (1908-1944), photographe et membre de la résistance aux Pays-Bas.
- Robert Herberigs (1886-1974), compositeur.
- Philippe Herreweghe (1947-), chef d'orchestre.
- Victor Horta (1861-1947), architecte.
- Iljo Keisse (1982-), coureur cycliste.
- François-Joseph Lecat (1764-1842), général d'Empire.
- Suzanne Lilar (1901-1992), écrivain.
- Maurice Maeterlinck (1862-1949), écrivain.
- George Minne (1866-1941), sculpteur.
- Jenny Minne-Dansaert (1844-1909), dentellière et cheffe d'entreprise
- Constant Montald (1862-1944), peintre et sculpteur.
- Jacqueline Nova (1935-1975), compositrice colombienne de musique classique contemporaine électroacoustique.
- Jacob Obrecht (1457-1555), compositeur de la Renaissance.
- Jean Ray (1887-1954), écrivain fantastique, auteur de Harry Dickson et Malpertuis.
- François Romain (1647-1735), moine dominicain, ingénieur et architecte, né à Gand[38].
- Olivier de Reylof (1670-1742) poète et dramaturge de langue latine.
- Petrus Johannes van Reysschoot (1702-1772) peintre, graveur et décorateur
- Jacques Rogge (1942-), président du Comité international olympique.
- Marc Rombaut (1939-), écrivain.
- Marie-Jeanne Schellinck (1757-1840), militaire des armées Napoléoniennes
- Soulwax (1996), duo d'électro-rock belge.
- Jan Utenhove (1516-1566), auteur et traducteur.
- Evi Van Acker (1985-), skipper et médaillé de bronze aux Jeux olympiques d'été de 2012.
- Frits van den Berghe (1883-1939), peintre.
- Gustave van de Woestijne (1881-1947), peintre.
- Annie Van de Wiele (1922-2009), navigatrice et femme de lettres
- Charles Van Lerberghe (1861-1907), poète et écrivain.
- Vincent Van Quickenborne (1973-), ministre.
- Clara Voortman (1853-1926), artiste
- Joos van Wassenhove (1430-1480), peintre.
- Geo Verbanck (1881-1961), sculpteur.
- Ambroise Verschaffelt (1825-1886), horticulteur promoteur des floralies gantoises.
- Wouter Weylandt (1984-2011), coureur cycliste.
- Bradley Wiggins (1980-), coureur cycliste, vainqueur du Tour de France 2012.

#### Autres personnalités liées à Gand
- Colette de Corbie (1381-1447), sainte catholique et réformatrice d'ordre qui mourut dans le monastère qu'elle fonda à Gand.
- Louis de Bersaques (1586-1646), arpenteur assermenté, y est mort.
- Ernest-Joseph Bailly (1753-1823), peintre mort à Gand.
- Émile Braun (1849-1927), ingénieur et bourgmestre de Gand.
- Auguste de Maere (1826-1900), ingénieur et homme politique.
- Petrus Hurtado (1620-1671), compositeur et maître de chant.
- Christopher Maire (1697-1767), mathématicien et astronome, mort à Gand.
- Louis XVIII (1755-1824), roi de France qui, pendant les Cent-Jours, se réfugia à Gand, ce qui le fit surnommer par les satiristes : Notre Père de Gand.
- Pierre Van Huffel (1769-1844), artiste peintre et fabricant cotonnier.
- Joannes vander Wielen (1644 ou 1645-1679), compositeur.
- Guillaume Met de Penninghen (1912-1990), né à Gand. Artiste, céramiste, peintre, sculpteur et fondateur de l'ESAG Penninghen.
- Hieronymus Vinders (actif vers 1525-1526), polyphoniste néerlandais.
- René de Cramer (1876-1951), artiste peintre, illustrateur et graveur

### Héraldique
| Blason de Gand | Blason  | De sable a un lion d'argent lampassé de gueules, armé et couronné d'or, portant au cou un collier avec une croix du même pendante sur sa poitrine. Ornements extérieursLa Vierge de Gand Assise au naturel, le bras sénestre reposant sur l'épaule sénestre du lion de Gand assis, la bannière de Flandres entre les deux. Le tout placé sur une terrasse entourée d'une palissage clôturée au naturel. Devise / CriTROUW EN LIEFDE en lettres d'argent sur un listel de sable. (Fidélité et Amour), apparue pour la première fois au XVIe siècle, a été utilisée en latin ("Fides et Amor") ou en néerlandais. |
| Blason de Gand | Détails | La ville possède des armoiries qui lui ont été octroyées le 9 octobre 1990. Le lion en tant qu'armoiries de la ville de Gand date probablement du début du XIIIe siècle et provient probablement des armoiries des comtes de Flandre qui utilisaient un lion noir dans un champ d'or. Les couleurs noir et blanc proviennent probablement des armoiries des margraves de Gand au XIIIe siècle. Ceux-ci utilisaient un écu divisé en deux parties, argent et noir. Les grands sceaux de la ville n'ont jamais utilisé le lion, mais l'image de saint Jean, le saint patron de la ville, avec l'agneau pascal. Des sceaux similaires ont été utilisés jusqu'au XVIIIe siècle. Les petits sceaux, cependant, montrent un écu avec le lion. Le plus ancien sceau toujours existant date de 1276, mais il est probablement plus ancien. À la fin du XIVe siècle, les sceaux montrent un écu avec le lion, avec deux figures féminines comme supports et l'écu tenu par un aigle qui se tient derrière. Au XVe siècle, la situation s'est inversée : une femme derrière l'écu et deux aigles pour les soutenir. Les petits sceaux ne montrent que la figure féminine, pas les aigles. En 1482, deux lions apparaissent en tant que supports, avec la figure féminine. Au XVIIe siècle, les armoiries ont également été couronnées. Ce qui n'était pas conforme aux règles à l'époque et, en 1632, la ville fut réprimandée par le roi des armoiries de luxembourgeois. La couronne a été enlevée à nouveau et les armoiries sont restées inchangées jusqu'à l'ère napoléonienne. En tant que ville de premier rang, Gand s'est vu attribuer un chef à trois abeilles. Le lion est resté comme le principal symbole sur les armoiries. Les supports et la couronne ont disparu selon les nouvelles lois. Après l’indépendance des Pays-Bas, la ville reçoit ses armoiries en 1817. Selon la loi néerlandaise, les armoiries étaient couronnées d’une couronne à cinq feuilles. La ville n'a pas demandé de supports, ce qui n'a donc pas été octroyé. Les armes sont restées inchangées jusqu'en 1990, date à laquelle les éléments supplémentaires ont été accordés. Outre les armoiries avec un lion, deux armes médiévales différentes ont été attribuées à Gand. À la fin du XVIe siècle, un écu noir avec un gant en argent était mentionné comme étant les anciennes armoiries de Gand. Le gant, en français, était un élément meuble, le nom français phonétique de la ville est "Gand". Le nom a été attribué à une légende romaine, probablement inventée par l'auteur pour prolonger l'histoire de la ville. De même, un autre écu «romain» a été mentionné par le même auteur en tant qu'armoiries historiques. C'était un bouclier noir avec dans un pli d'argent les lettres SPQG, ou "Senatus PopulusQue Gandavensis", copie sur le SPQR romain : Senatus populusque romanus. Cela provenait des armes de Rome. Il n'y a aucune preuve historique pour aucune de ces armoiries. La Vierge de Gand, un lion et un "jardin de Hollande" sont ajoutés aux armoiries de 1990. La Vierge de Gand apparaît pour la première fois dans une chanson écrite pendant la guerre avec les comtes de Flandre et la ville de Bruges en 1381-82. Dans cette chanson, Gand est défendue par une vierge et un lion assis à côté d'elle. Les deux sont assis dans une petite enceinte. On ignore si cette chanson est basée sur une tradition locale, mais la composition de la Vierge, du lion et de l'enceinte commence à apparaître dans toutes sortes de sources, telles que des peintures, des livres et des ornements architecturaux. Sauf sur le sceau officiel, où la figure féminine est probablement issue de la Vierge. Au XVIe siècle, elle a d'abord été représentée avec la bannière de la ville, puis plus tard durant ce siècle avec la bannière de Flandre. Ce dernier indique probablement que Gand était la capitale de la Flandre. Une fois, en 1641, la bannière montre à nouveau le gant légendaire. De même, au XVIe siècle, la Vierge et le lion ont été combinés avec les vraies armoiries. Elle agit maintenant comme un support assis à côté ou derrière l'écu. L'enceinte disparaît temporairement. Dans certaines images, l'écu est également tenu par deux lions supports, créant une composition d'un écu avec un lion, tenu par deux lions et une Vierge à côté du bouclier, avec un lion naturel posé sur ses genoux. Au XVIIe siècle, l'ensemble de la composition fut placé dans un "Hollandse Tuin" (jardin de Hollande), une clôture typique utilisée par de nombreuses villes de Flabdre et des Pays-Bas. Symbole à l'origine utilisé par les villes néerlandaises proprement dites, il n'est maintenant utilisé que par Gand et Geertruidenberg dans le Brabant-Septentrional, et non par la Hollande en tant que telle. Au début, l'écu avec le lion était placé sur l'enceinte, avec la Vierge, le lion et la bannière à l’intérieur de l'enceinte. Finalement, toute la composition a été placée à l'intérieur de l'enceinte. Même si les armoiries officielles de ces années ne montraient jamais la Vierge, le lion ou l'enceinte, la composition apparaissait partout dans la ville. Ce n'est qu'en 1990 que la ville a adopté l'ensemble de la composition comme nouvelles armoiries. Le statut officiel du blason reste à déterminer. |

Logo de Gand

| Blason de Gand | Alias   | Pendant le Premier Empire : De sable à un lion d'argent lampassé et armé de gueules, au chef de gueules chargé de trois abeilles d'or, qui est des bonnes villes de l'Empire. À l'époque napoléonienne, Gand était classée ville de 1re classe et avait donc le droit d'utiliser un chef rouge à trois abeilles. Ces armoiries ont été accordées par décret royal du 6 juin 1811 et utilisées jusqu'en 1813. |

### Initiative municipale
Gand est une des premières villes au monde pour l'encouragement municipal du végétarisme à ses citoyens, une journée par semaine, à commencer par les fonctionnaires et les élèves, et finit par la pratique de tout le monde.

### Dans l'art et la culture
- Stefan Hertmans, Une ascension, 2020, Paris, Gallimard, roman-enquête sur les habitants d'une maison du vieux Gand (Patershol), entre 1930 et 1950, la famille de Willem Verhulst, V-Mann de la Gestapo, père d'Adriaan Verhulst